# Guichen
Pour les articles homonymes, voir Guichen (homonymie).
Guichen [ɡiʃɛ̃], également dénommée Guichen Pont-Réan, est une commune française située dans le département d'Ille-et-Vilaine, en région Bretagne.

## Géographie

### Description
Située à environ vingt kilomètres au sud de Rennes en Ille-et-Vilaine, la ville s'étend sur une large superficie de 42,99 km2, délimitée par les eaux de la Vilaine à l'est et au nord, du Canut au sud et de la Seiche, au nord-ouest. Guichen est à mi-chemin entre deux mers, l'Atlantique et la Manche à distance égale de 72 km.
Les berges de la Vilaine s'étendent sur 12 km depuis le Pont de Pont-Réan jusqu'au confluent du Canut, à Saint-Senoux.
Les communes limitrophes sont : Saint-Senoux, Bourg-des-Comptes, Goven, Guignen, Lassy, Laillé et Bruz.
|         | Goven        | Bruz              |
| Lassy   | Guichen      | Laillé            |
| Guignen | Saint-Senoux | Bourg-des-Comptes |

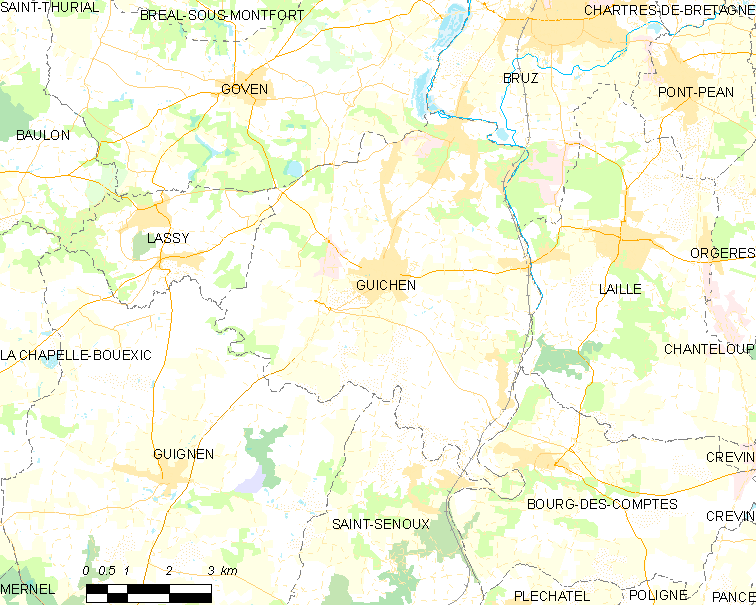
Carte de la commune de Guichen et des communes avoisinantes.

La ville est bâtie autour d'un centre historique préservé et s'étend vers de nouvelles zones d'activités et de lotissements résidentiels. La proximité de Rennes incite de nombreux commerces et entrepreneurs à s'y installer.
Parfois perçue comme une commune à part entière étant donné l'importance qu'elle a prise, l'agglomération de Pont-Réan est en réalité un village partagé entre les communes de Guichen, Bruz, ainsi que Goven ; la Vilaine sépare la partie du village appartenant à la commune de Bruz (situé sur sa rive gauche) de celle appartenant à Guichen et secondairement à Goven (sur sa rive droite). La partie la plus importante de l'agglomération de Pont-Réan se trouve sur la commune de Guichen - églises (Pont-Réan et Guichen), cimetières, écoles, salles de sport, base de canoë-kayak…
Du point de vue de la richesse de la flore, Guichen est à la onzième place des communes du département possédant dans leurs différents biotopes le plus de taxons, soit 604 pour une moyenne communale de 348 taxons et un total départemental de 1 373 taxons (118 familles). On compte notamment 60 taxons à forte valeur patrimoniale (total de 207) ; 31 taxons protégés et 31 appartenant à la liste rouge du Massif armoricain (total départemental de 237).

### Relief et hydrographie

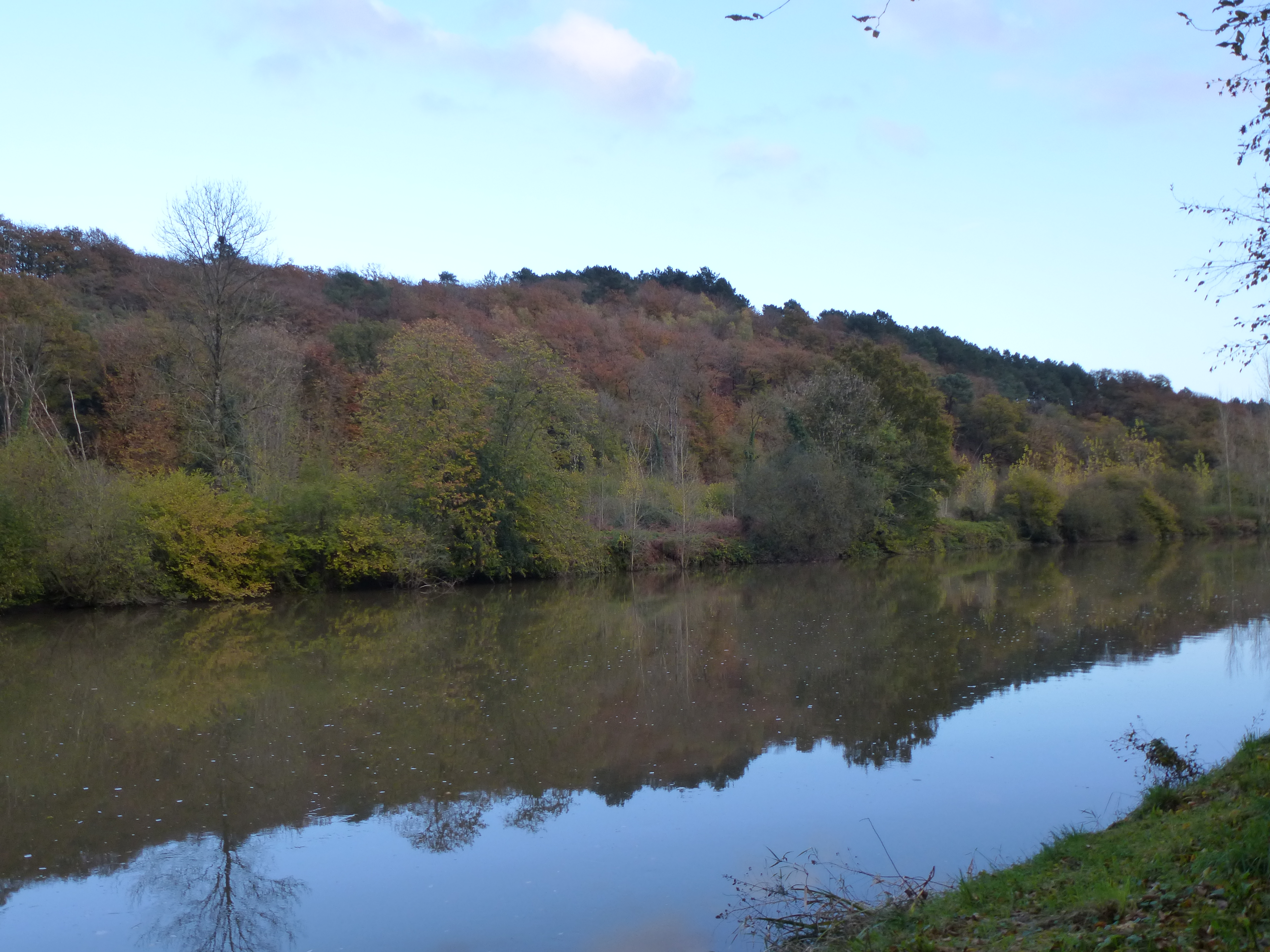
La Vilaine à Guichen.
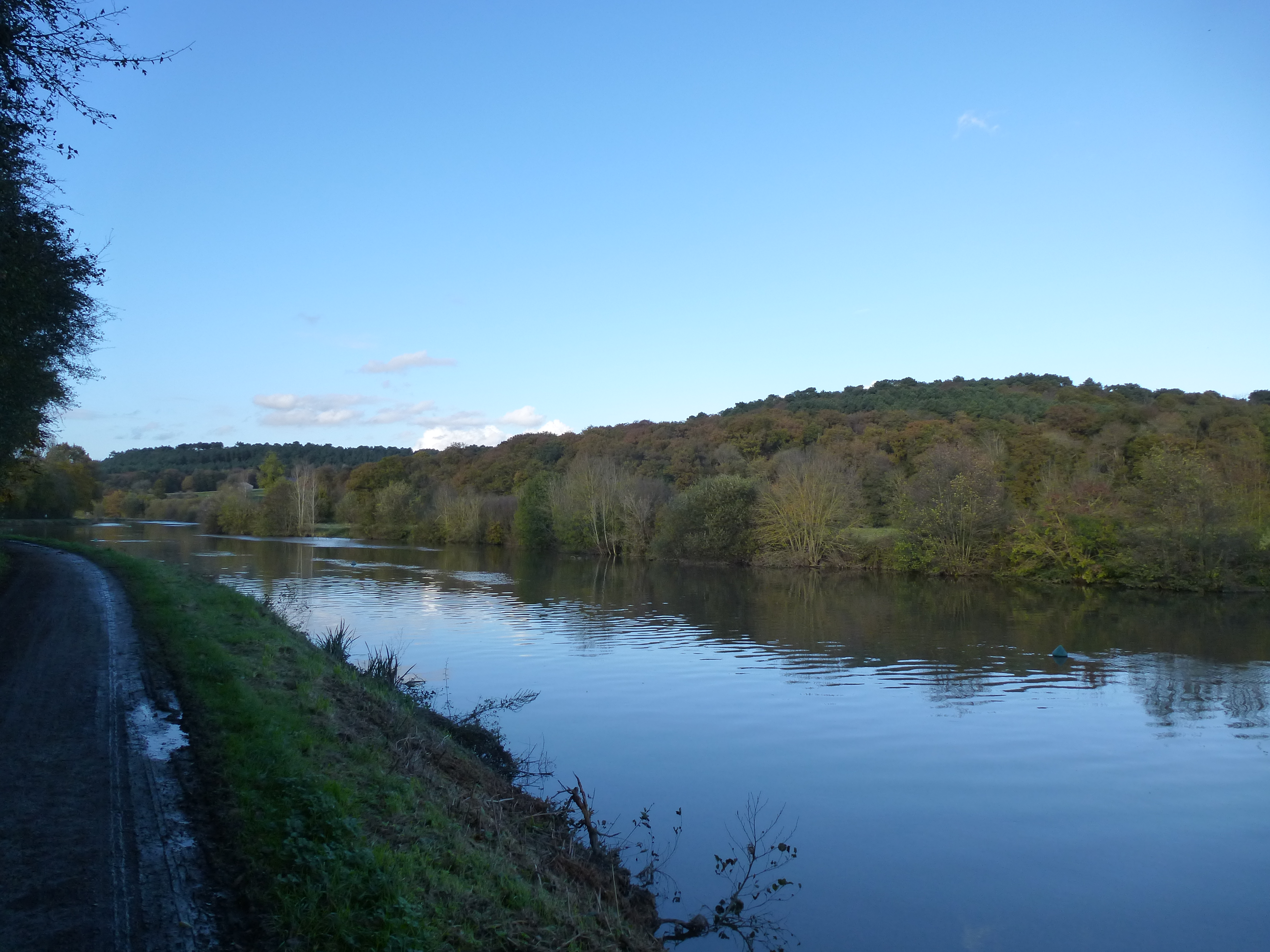
La Vilaine à Guichen.
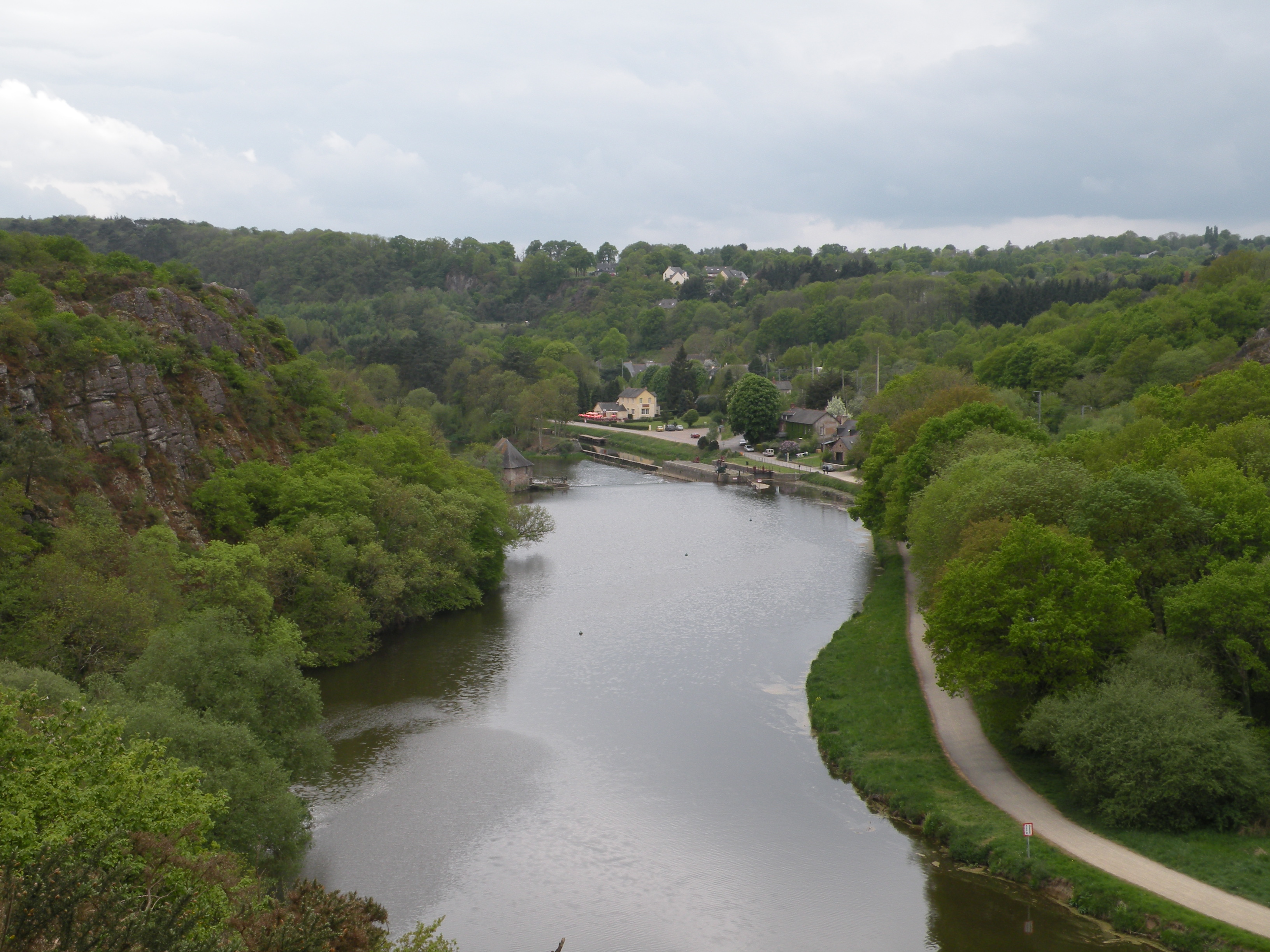
La cluse du Boël à Bruz et Guichen.
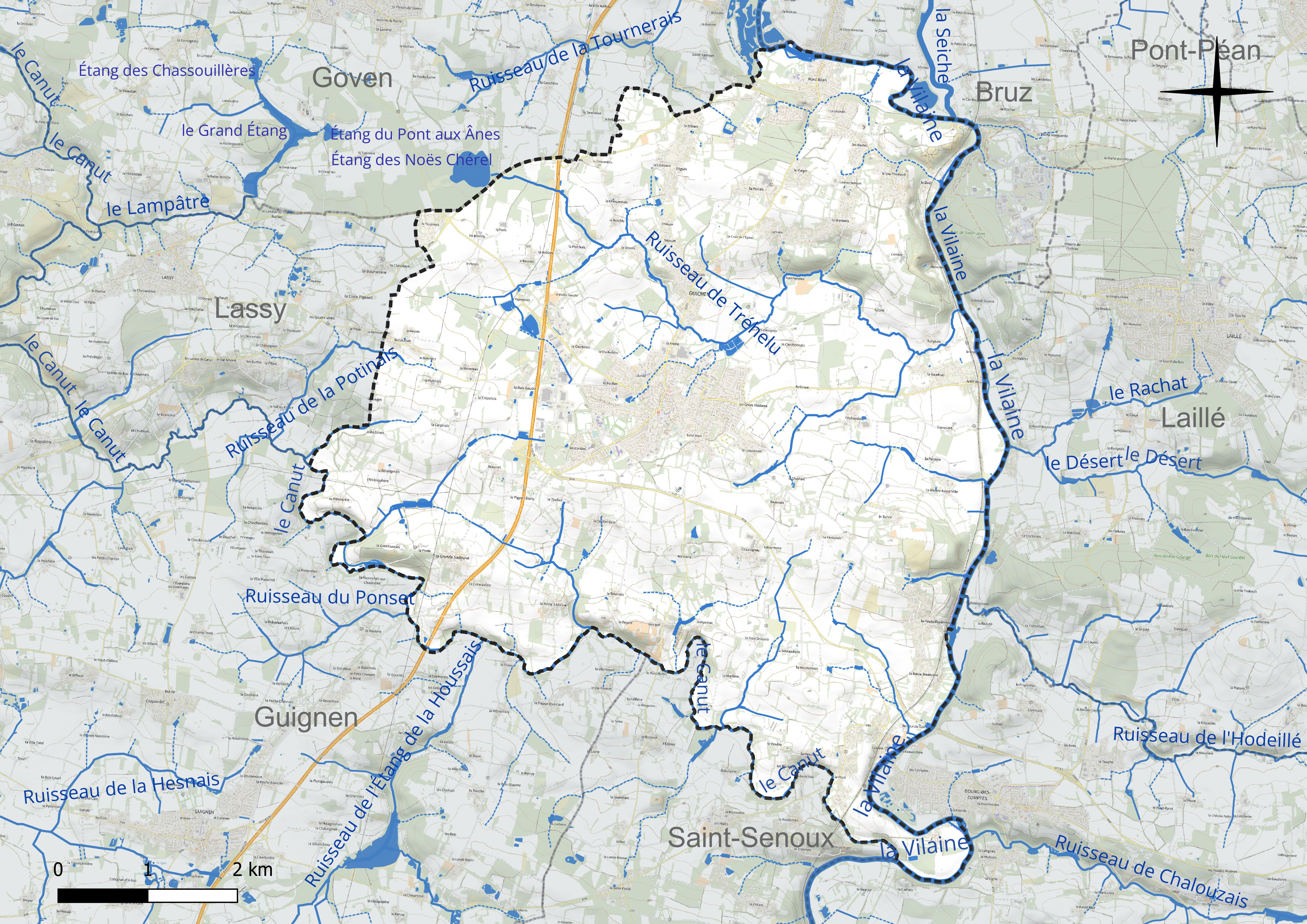
Carte du réseau hydrographique de Guichen.

### Géologie
Situé dans la zone centre-armoricaine, le sol de Guichen est composé de grès et de schiste. On y trouve notamment le schiste rouge ordovicien de Pont-Réan (- 460 Millions d'années). Bellevue et Traveuzot sont des sites fossilifères réputés, on y trouve de nombreux fossiles de trilobites dont le Guichenia dufouri qui tire son nom de la commune.

### Hydrographie
Pour un article plus général, voir Réseau hydrographique d'Ille-et-Vilaine.
La commune est située dans le bassin Loire-Bretagne. Elle est drainée par la Vilaine, le Canut, le Tréhélu, le ruisseau de la Dohinais et le ruisseau de la Potinais,,.
La Vilaine, d'une longueur de 218 km, prend sa source dans la commune de Juvigné et se jette  dans l'Océan Atlantique à Camoël, après avoir traversé 56 communes. Les caractéristiques hydrologiques de la Vilaine sont données par la station hydrologique située dans la commune. Le débit moyen mensuel est de 23,1 m3/s. Le débit moyen journalier maximum est de 462 m3/s, atteint lors de la crue du 6 janvier 2001. Le débit instantané maximal est quant à lui de 494 m3/s, atteint le même jour.

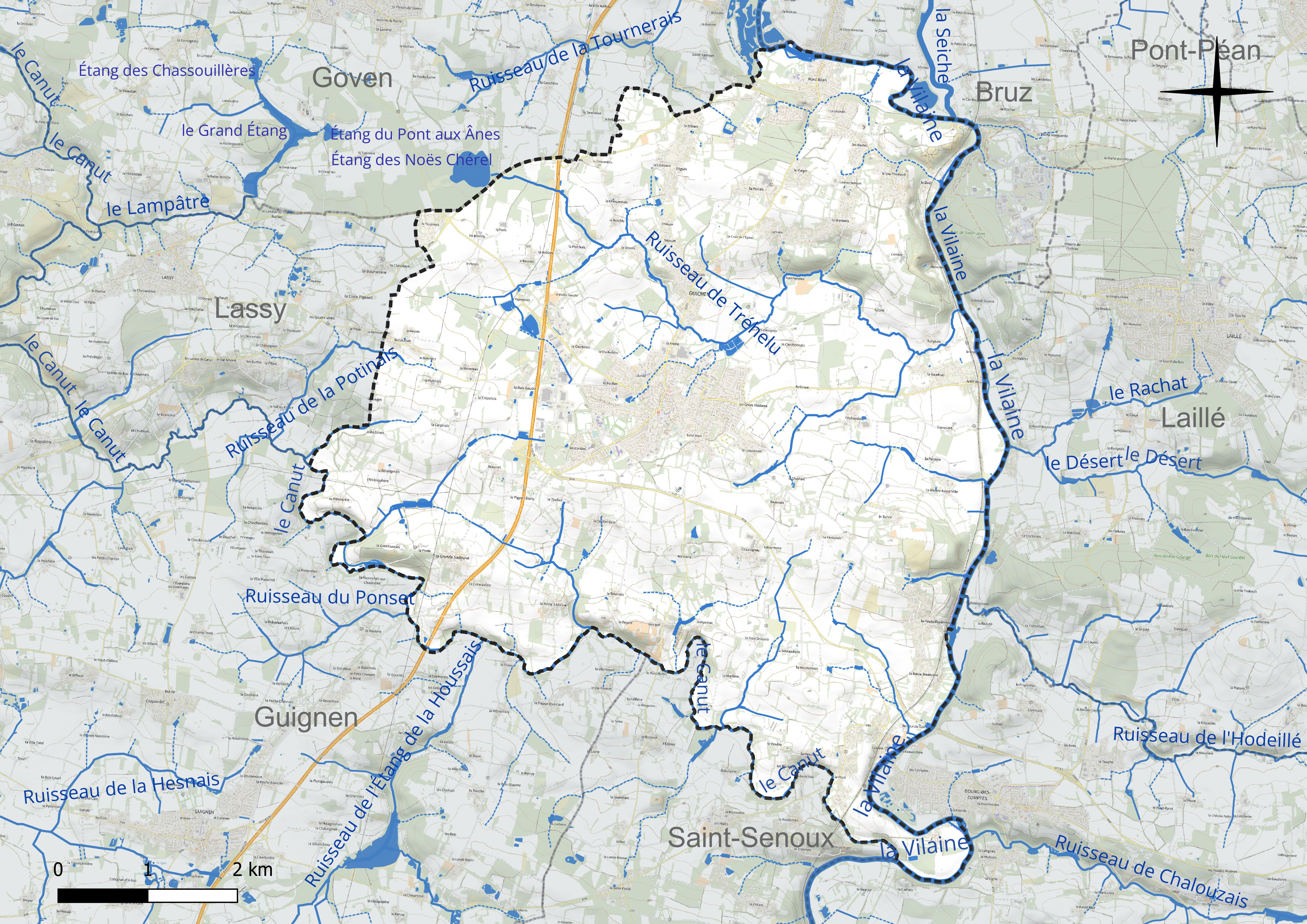
Réseau hydrographique de Guichen.

Le Canut (Saint-Senoux), d'une longueur de 45 km, prend sa source dans la commune de Plélan-le-Grand et se jette  dans la Vilaine à Saint-Senoux, après avoir traversé huit communes. 

### Climat
Pour des articles plus généraux, voir Climat de la Bretagne et Climat d'Ille-et-Vilaine.
En 2010, le climat de la commune est de type climat océanique franc, selon une étude du CNRS s'appuyant sur une série de données couvrant la période 1971-2000. En 2020, Météo-France publie une typologie des climats de la France métropolitaine dans laquelle la commune est exposée à un climat océanique et est dans la région climatique Bretagne orientale et méridionale, Pays nantais, Vendée, caractérisée par une faible pluviométrie en été et une bonne insolation. Parallèlement l'observatoire de l'environnement en Bretagne publie en 2020 un zonage climatique de la région Bretagne, s'appuyant sur des données de Météo-France de 2009. La commune est, selon ce zonage, dans la zone « Sud Est », avec des étés relativement chauds et ensoleillés.
Pour la période 1971-2000, la température annuelle moyenne est de 11,5 °C, avec une amplitude thermique annuelle de 13,2 °C. Le cumul annuel moyen de précipitations est de 786 mm, avec 12,5 jours de précipitations en janvier et 6,4 jours en juillet. Pour la période 1991-2020, la température moyenne annuelle observée sur la station météorologique la plus proche, située sur la commune de Saint-Jacques-de-la-Lande à 12 km à vol d'oiseau, est de 12,4 °C et le cumul annuel moyen de précipitations est de 691,0 mm,. Pour l'avenir, les paramètres climatiques de la commune estimés pour 2050 selon différents scénarios d'émission de gaz à effet de serre sont consultables sur un site dédié publié par Météo-France en novembre 2022.

### Transports

#### Routes
Dès l'époque romaine un pont permettait de traverser la Vilaine à Pont-Réan ; le pont actuel date de 1767. Deux bacs permettaient de franchir la Vilaine plus en aval, l'un à hauteur du hameau de la Rivière (en direction de Laillé), l'autre à la Courbe (méandre de Gai-Lieu) permettant de rejoindre Bourg-des-Comptes ; ils furent remplacés par des ponts dans la seconde moitié du XIXe siècle.
La D 177 (ancienne Route nationale 177), axe routier Rennes-Redon, aménagé en route à quatre voies de type voie express, traverse le territoire communal selon un axe nord-sud, passant à l'ouest du bourg ; celui-ci est traversé par la D 577, qui dessert aussi Pont-Réan et qui est l'ancien itinéraire de la RN 177 ; dans le sens est-ouest le bourg est traversé par la D 39 qui vient côté Est de Laillé et qui, en direction du nord-ouest va vers Goven ; un tronçon commun avec la D 38 relie le boug à l'échangeur de la D 177, la D 38 se dirigeant ensuite vers Lassy.
De plus, la commune est desservie par le réseau BreizhGo, avec la ligne 10 qui permet d'être à 40 minutes de Rennes. Au niveau du réseau routier, l'axe Rennes-Redon à l'Ouest de la ville, permet de bien desservir la commune. À cela s'ajoutent plusieurs stations de covoiturage auprès de cette quatre voies.

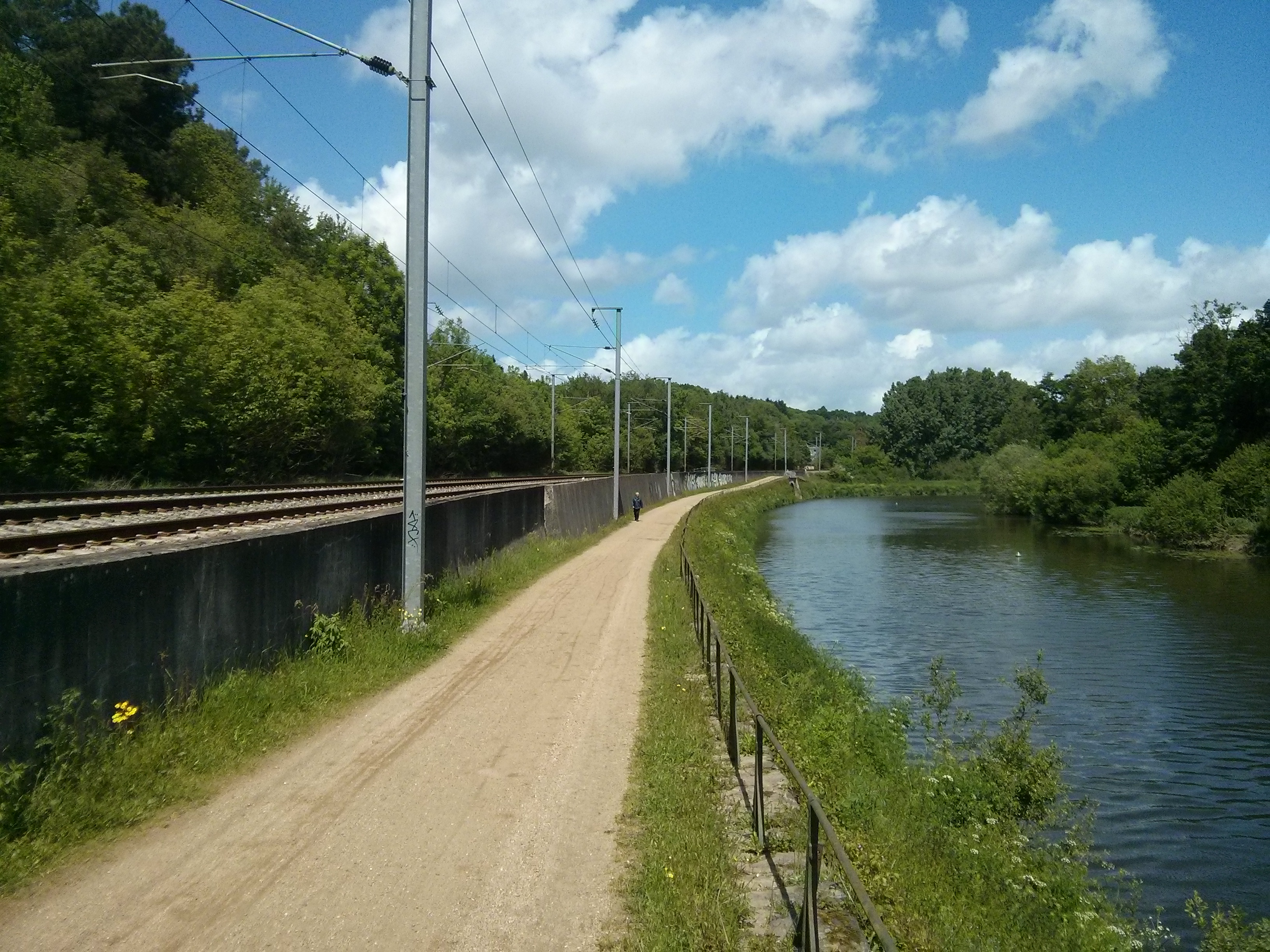
Voie ferrée tout près du chemin de halage le long de la Vilaine, au lieu dit le Gravier de Guichen, vue vers le nord.
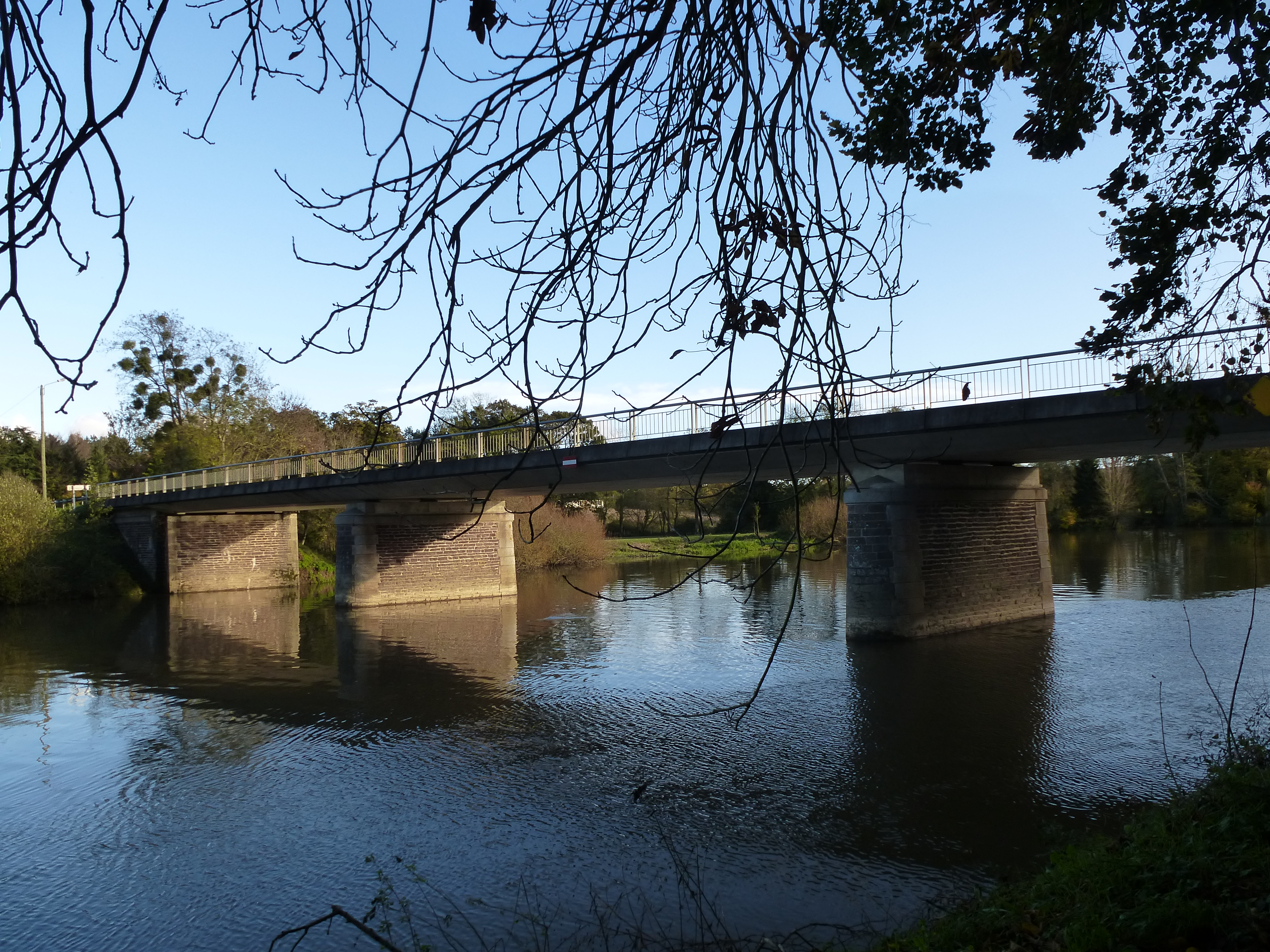
Guichen : le pont sur la Vilaine.
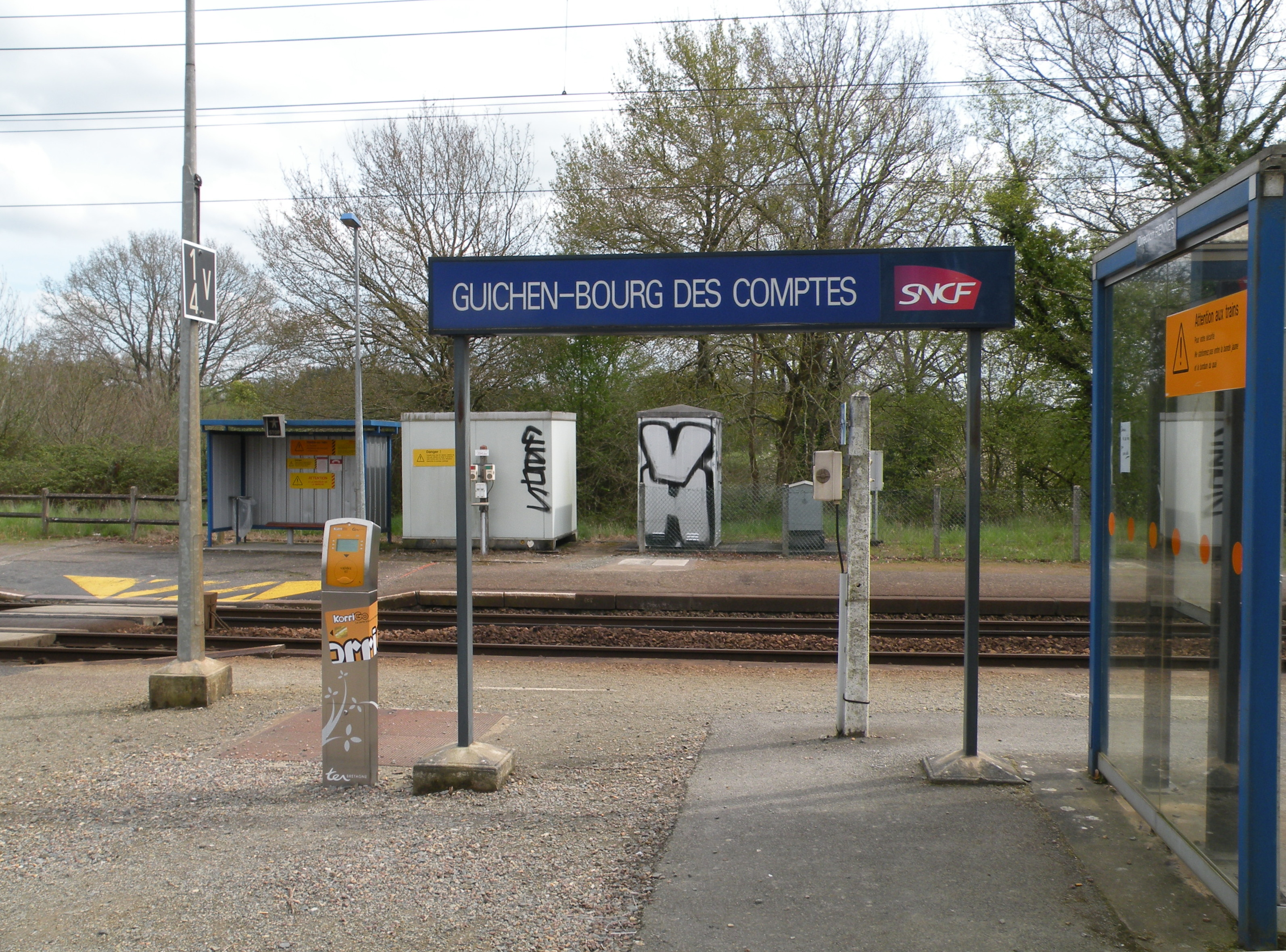
La gare de Guichen-Bourg-des-Comptes.
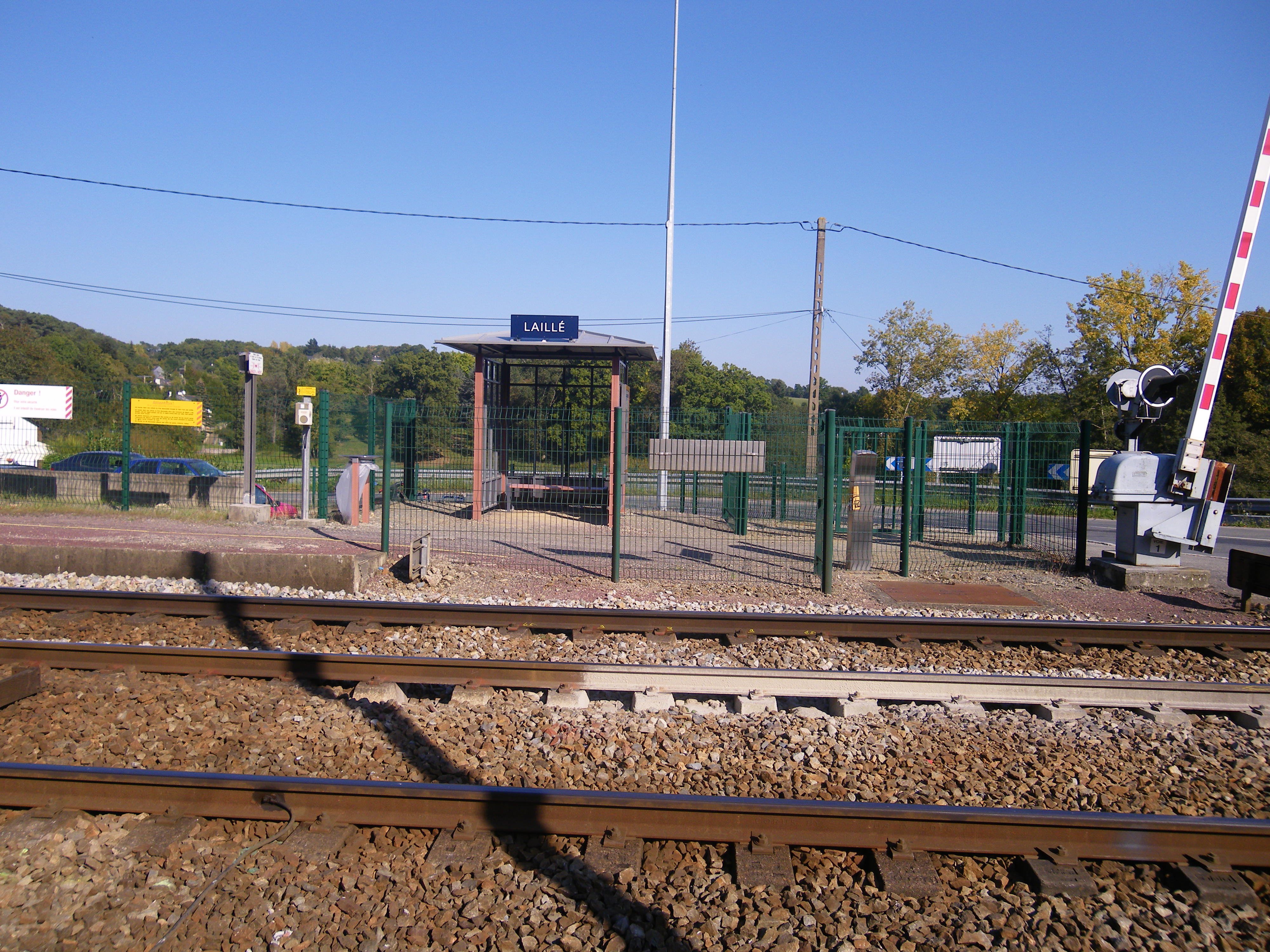
La halte ferroviaire de Laillé (située sur la commune de Guichen).
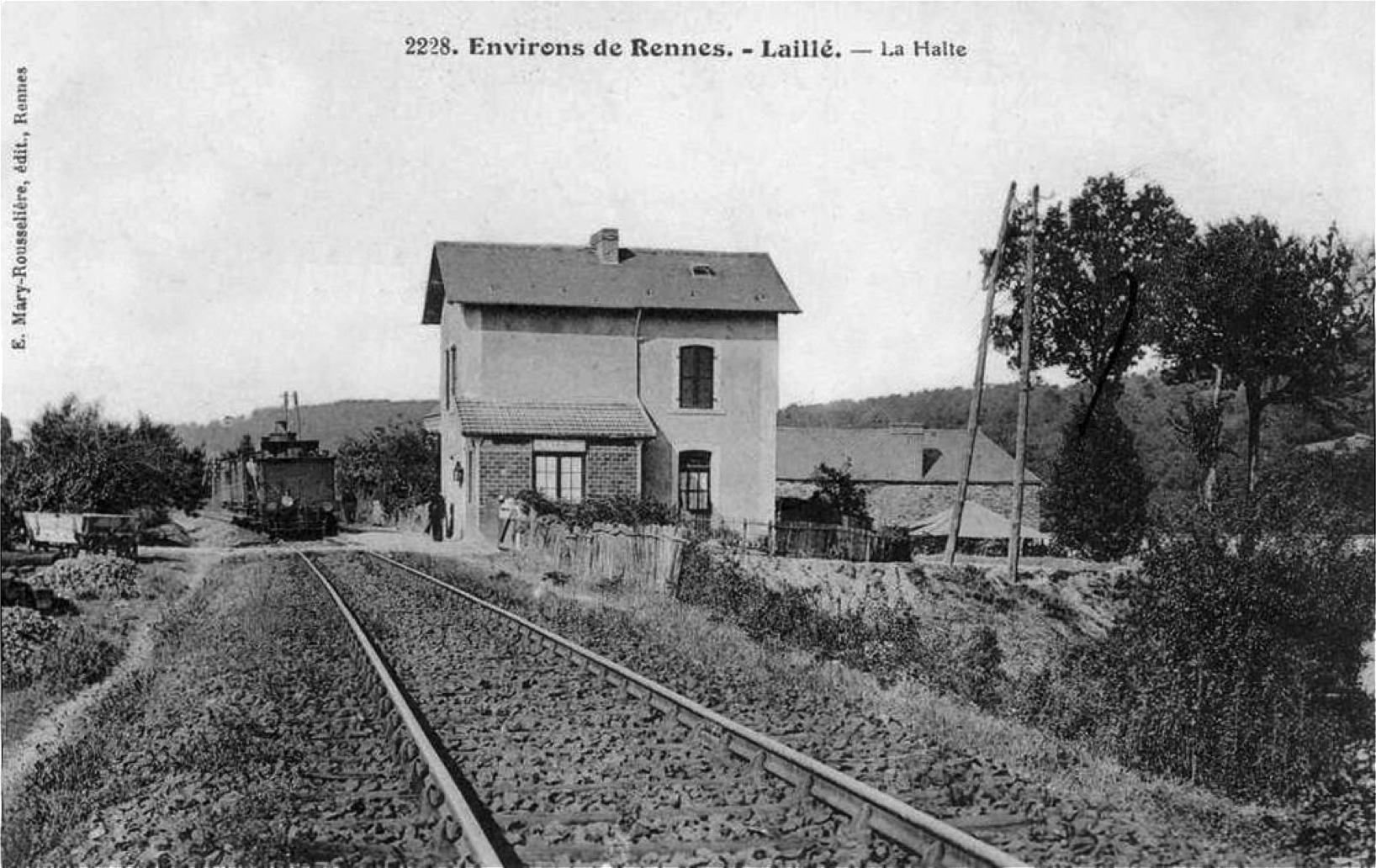
La halte ferroviaire de Laillé au début du XXe siècle (carte postale E. Mary-Rousselière).

#### Chemin de fer
Guichen est traversé par la ligne de chemin de fer allant de Rennes à Redon (construite initialement par la Compagnie des chemins de fer de l'Ouest, électrifiée le 10 septembre 1991), qui est un tronçon à la fois de la liaison par TGV Atlantique allant de Paris-Montparnasse à Quimper, et de la liaison Rennes-Nantes. Une première gare fut construite au lieu-dit Glanret en 1862, mais dénommée initialement "Gare de Bourg-des-Comptes" car plus proche de ce bourg que de celui de Guichen ; une halte ferroviaire fut obtenue plus au nord en 1872, mais dénommée Halte de Laillé, malgré sa situation aussi sur la commune de Guichen ; située sur la rive droite de la Vilaine à l'entrée du pont qu'emprunte la route entre Guichen et Laillé, c'est de nos jours une halte SNCF desservie par les TER Bretagne).

#### Voie navigable
La Vilaine est navigable de Rennes à son embouchure ; grâce au croisement à Redon avec le canal de Nantes à Brest, les péniches peuvent naviguer jusqu'à Nantes ou jusqu'à Pontivy et même au-delà ; grâce au canal d'Ille-et-Rance, une liaison navigable Manche-Océan est aussi possible via Rennes. Désormais il s'agit uniquement d'une navigation touristique, de loisir.
Un incident au niveau du barrage du moulin du Boël rend toutefois la navigation impossible temporairement pendant deux ans entre 2024 et 2026
.

### Paysages et habitat
Guichen présente un paysage agraire traditionnel de bocage avec un habitat rural dispersé formé de hameaux (dénommés localement villages) et fermes isolées; mais ce paysage a beaucoup été modifié depuis la Seconde Guerre mondiale, à la fois par une importante rurbanisation, notamment dans le triangle formé par le bourg, Pont-Réan et la Morinais d'une part, et par une forte périurbanisation autour du bourg traditionnel.

## Urbanisme

### Typologie
Au 1er janvier 2024, Guichen est catégorisée bourg rural, selon la nouvelle grille communale de densité à sept niveaux définie par l'Insee en 2022.
Elle appartient à l'unité urbaine de Guichen, une unité urbaine monocommunale constituant une ville isolée,. Par ailleurs la commune fait partie de l'aire d'attraction de Rennes, dont elle est une commune de la couronne,. Cette aire, qui regroupe 183 communes, est catégorisée dans les aires de 700 000 habitants ou plus (hors Paris),.

### Occupation des sols
L'occupation des sols de la commune, telle qu'elle ressort de la base de données européenne d'occupation biophysique des sols Corine Land Cover (CLC), est marquée par l'importance des territoires agricoles (79,1 % en 2018), en diminution par rapport à 1990 (83,1 %). La répartition détaillée en 2018 est la suivante : zones agricoles hétérogènes (44,5 %), terres arables (25,8 %), zones urbanisées (11 %), prairies (8,8 %), forêts (7,5 %), zones industrielles ou commerciales et réseaux de communication (2,3 %), eaux continentales (0,1 %). L'évolution de l'occupation des sols de la commune et de ses infrastructures peut être observée sur les différentes représentations cartographiques du territoire : la carte de Cassini (XVIIIe siècle), la carte d'état-major (1820-1866) et les cartes ou photos aériennes de l'IGN pour la période actuelle (1950 à aujourd'hui).

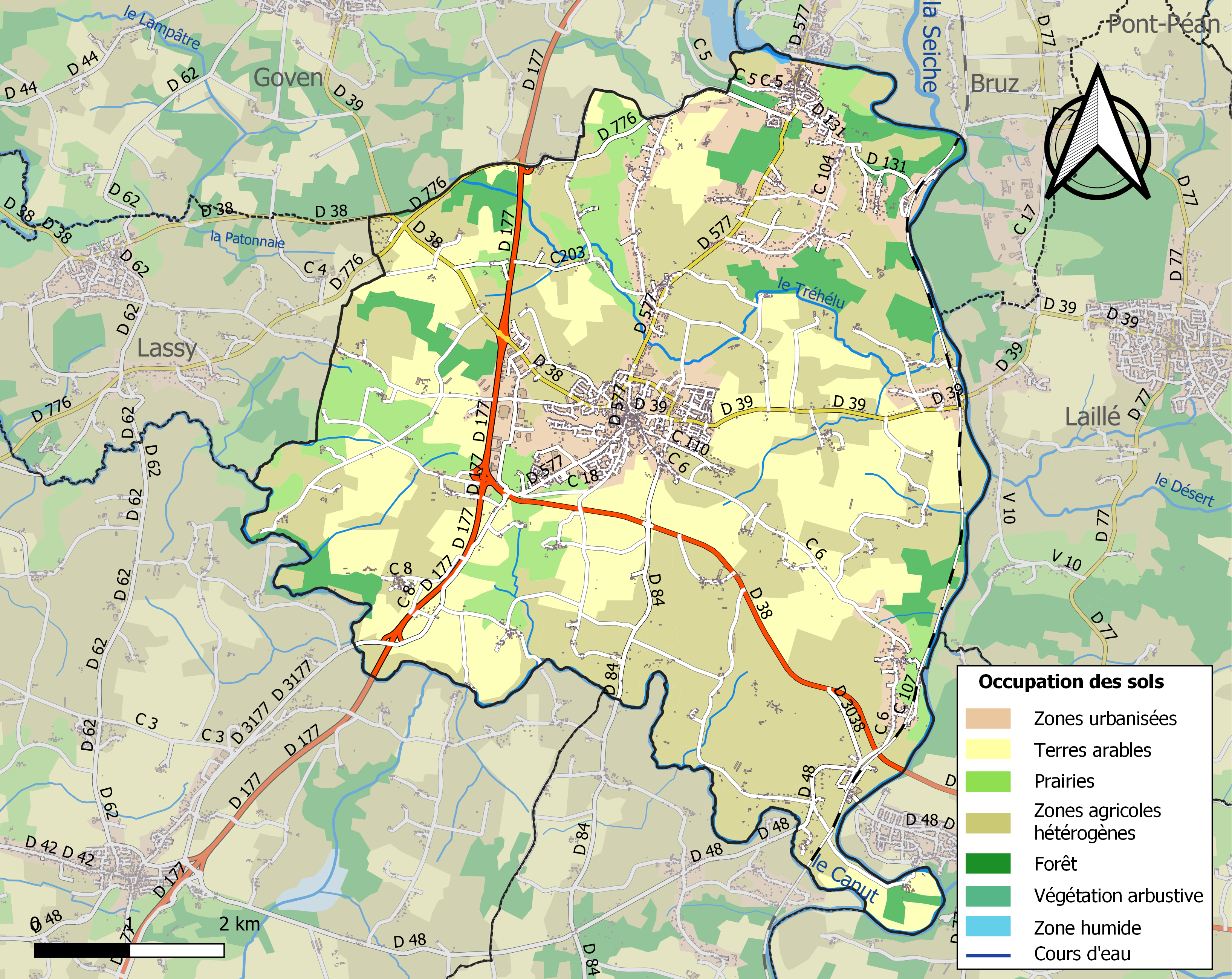
Carte des infrastructures et de l'occupation des sols de la commune en 2018 (CLC).

## Toponymie
Attesté sous la forme Guischen en 1101,, puis Guichenium (1122), Guichein (1185) et Guichen depuis 1271.
Guichen est issu du vieux breton gwic « agglomération » (terme issu du latin vicus) et hen « vieux » que l'on trouve encore en breton moderne.
Le nom de la commune en gallo est Ghichin, prononcé [ɟiʃɛ̃].
Le nom de la commune en breton proposé par l'Office Public de la Langue Bretonne est Gwizien. 

## Héraldique
| Blason | Blasonnement : D'or aux deux sapins de sinople, à l'étai d'argent brochant sur le tout, au chef d'azur chargé de quatre mouchetures d'hermine du champ. |

## Histoire
Un site Internet présente de manière détaillée l'histoire de Guichen

### Moyen-Âge
Il ne reste aujourd'hui plus rien du vieux Guichen, dont les origines connues remontent à 1101, avec la fondation de la paroisse de Guichen et d'un portus Glanret (port),. L'église paroissiale aurait été implantée primitivement au niveau du hameau de Saint-Marc, aujourd'hui partie intégrante du centre-ville.
Selon Jean-Baptiste Ogée les maisons nobles étaient en 1300 la châtellenie de Bagals, haute, moyenne et basse justice, à Guillaume Bagals ; en 1440 à Henri de la Ville-Blanche (et en 1778 à M. de la Bouexière) ; cette juridiction s'excerçait au Pont-Réan, qui est une annexe de Guichen ; en 1380, la Guerlissionnaye [Grésillonnais], qui appartenait aux seigneurs d'Acigné, en la possession desquels elle était encore en 1530 ; les hauts justiciers avaient alors le droit de juger les criminels en dernier ressort, et il y avait même des seigneuries qui avaient leur bourreau : par exemple la seigneurie de la Massais, située dans la paroisse de Goven, devait en fournir un à celle de Guichen ; les seigneurs ont joui de ces droits jusqu'en 1536. En 1380, la Prévotaye appartnait à Thomas Priel ; le Bois-Billy, à Guillaume Bavezin et en 1450, à Jean de Cacouvet, qui poffédoit encore la Thébaudaye ; Glanroeit, à Jean Chevalier ; en 1380, Champlegéart, à Guillaume de Champlegéart ; la Tiquedaye, à Jean de Castonnes. Dans ce temps, plusieurs gentilshommes de la province avaient leurs hôtels à Guichen : on y connaissait ceux de Jean de Trélan, Jean Séjourne, etc.. Guichen possédait encore les terres nobles de la Lande, du Portai et du Mener ; cette dernière appartenait, en 1440, à Pierre de Bonabry.

### Temps modernes

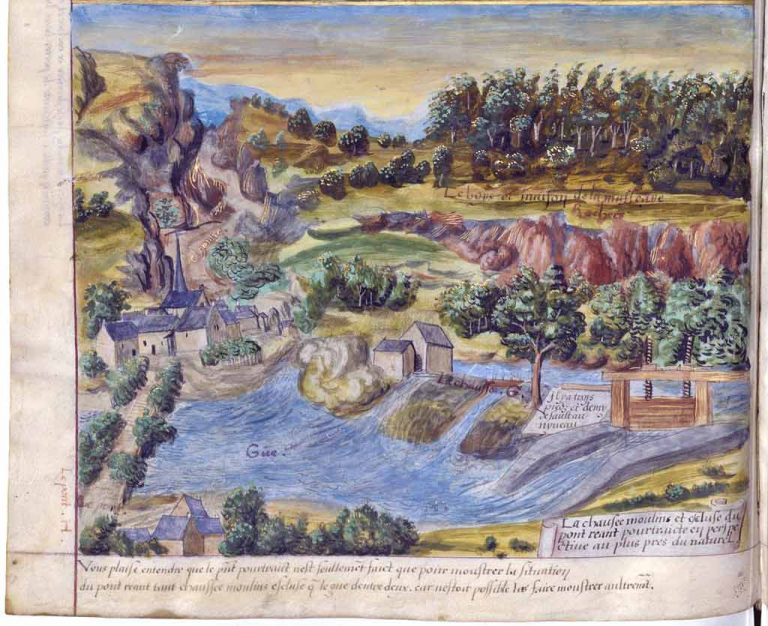
Enluminure d'Olivier Aulion représentant la Vilaine au niveau de Pont-Réan et de son moulin (La Vilaine de Rennes à Redon, 1543).

Le recueil « Cours de La Vilaine de Redon à Rennes », daté de 1543, aurait été réalisé par le peintre enlumineur Olivier Aulion.
En 1592, le château de la Massaye, qui était fortifié, est pris en 1592 par les Ligueurs. En 1624 Richelieu fit démolir le château, qui fut reconstruit au XVIIe siècle au même emplacement (en gardant les douves).
L'église actuelle est construite en 1620 par maître Jacques Blouet, puis reconstruite en 1838, et finalement tronquée durant la Seconde Guerre mondiale.
Après l'incendie de Rennes de 1720, les carrières de Guichen et des paroisses avoisinantes, notamment celle de Malroche, furent très actives ; les pierres étaient convoyées par bateaux via la Vilaine.

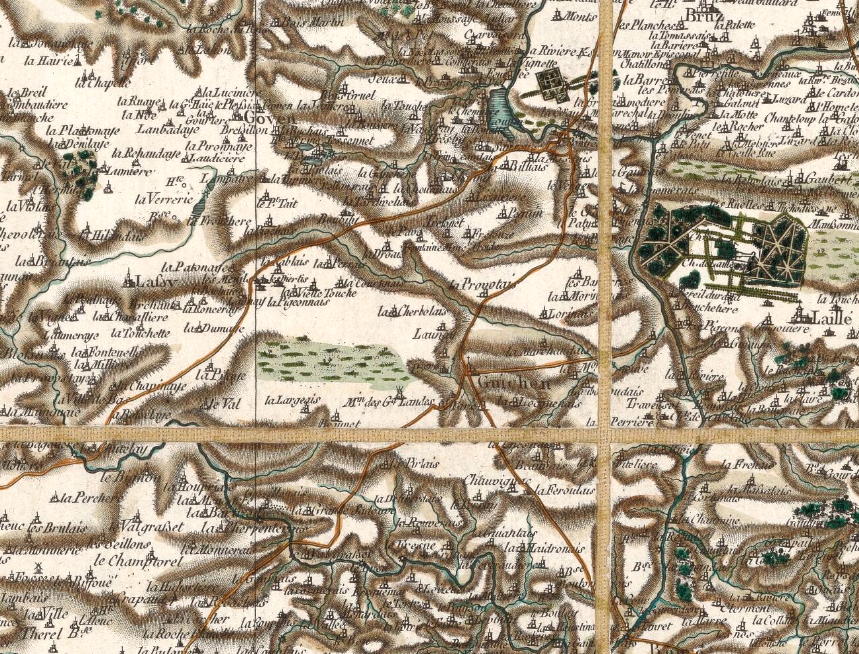
Carte de Cassini de la paroisse de Guichen et de ses environs (1786).

Jean-Baptiste Ogée décrit ainsi Guichen en 1778 :

« Guichen ; sur un coteau, et sur la route de Rennes à Redon ; à 16 Heures trois-quarts au Sud-Sud-Est de Saint-Malo, son évêché et à 4 lieues de Rennes, sa subdélégation et son ressort. On y compte 2 600 communiants, et il s'y tient un marché tous les vendredi. La cure est présentée par l'Evêque. Ce territoire, coupé par plusieurs ruisseaux qui coulent dans les vallons et vont tomber dans la Vilaine, est un pays couvert d'arbres et buissons, On y voit des terres très fertiles en grains et en lins, des arbres qui produisent beaucoup de fruits, des pâturages excellents, beaucoup de bétail, peu de landes, deux petits bois taillis qui peuvent renfermer ensemble quinze journaux de terre. Le beurre du canton est excellent. Guichen est une châtellenie qui a haute, moyenne et basse justice, et appartient à M. du Bouexic de Guichen. Les eaux minérales de ce lieu passent pour les meilleures de la province. »

La famille du Bouexic est particulièrement liée à l'histoire de Guichen, qui lui a par ailleurs donné leurs armoiries.
Luc Urbain de Bouexic, comte de Guichen (1712-1790) est le plus célèbre représentant de la famille.
Luc Blouet est sénéchal de Guichen avant sa mort survenue avant octobre 1776.

### Révolution française
L'assemblée des notables de la paroisse se réunit le 5 avril 1789 pour la préparation des États généraux de 1789 ; elle est présidée par Joseph Bougeard, procureur fiscal de la juridiction et châtellenie de Guichen et réunit 46 paroissiens qui élisent leurs représentants â l'assemblée du tiers-état de la sénéchaussée de Rennes : François Blouet (sieur de Launay), Jollivet, Joseph Pithois et Joseph Divay ; ils rédigent aussi un cahier de doléances dont le contenu est consultable sur un site Internet.
Pierre-François Jehannin fut recteur de Guichen à partir de 1782, mais il refusa, ainsi que ses vicaires, de prêter serment à la Constitution civile du clergé et devint donc prêtre réfractaire ; on ne sait pas ce qu'il devint pendant la Terreur, mais il redevint recteur de Guichen après le Concordat entre 1803 et 1816. Un prêtre constitutionnel, Livinec, fut nommé en octobre 1792, mais on ne sait rien de plus le concernant ; en 1797 il n'y avait plus aucun prêtre à Guichen.
Le château de la Grésillonnais, qui appartenait à M. de Talhouët, fut, le 7 juin 1790 attaqué, pillé et incendié par des habitants de Guichen et de paroisses voisines. Des pièces importantes telles que des chartriers concernant les terres de la Grésillonnais et d'autres lieux furent détruits.
Trois gardes nationaux (Jean-François Bidard, domicilié au Gai-Lieu et commandant de bataillon de Guichen, son domestique François Poussin et Julien Gazon, de Bourg-des-Comptes), tués par des royalistes non loin du château de Blossac fin avril 1794 furent inhumés à Guichen le 2 mai 1794.

### LeXIXesiècle
Dans le cadre de l'occupation prussienne en Ille-et-Vilaine à la suite de la défaite napoléonienne à la fin des Cent-Jours, le premier adjoint de Guichen écrit le 14 septembre 1815 au sous-préfet de Redon que sa commune a du héberger pendant trois jours 900 hommes et 424 chevaux, qu'il leur reste en cantonnement 31 chevaux et 187 hommes et que la commune de Guichen a du fournir 9 barriques de cidre, 62 bouteilles de vin et que les Prussiens ont pris chez des habitants 200 litres d'eau-de-vie et 85 kilos de tabac.
A. Marteville et P. Varin, continuateurs d'Ogée, décrivent ainsi Guichen en 1843 :

« Guichen (sous l'invocation de saint Martin) : commune formée de l'ancienne paroisse de ce nom ; aujourd'hui cure de 2e classe ; chef-lieu de perception ; bureau d'enregistrement ; relais de poste à Pont-Réan et brigade de gendarmerie à pied. (...) Principaux villages : la Rablais, la Chouannais, Péguin, le Pont-Réan, les Barres, le Vau-Thébaut, l'Orgeais, la Rivière-Basse-Ville, la Haute-Bouexière, Glanret, les Rivières, la Maltière, Crotigné, Petite et Grande-Sadouve, la Pithoisière, Baunais, la Gautrais, la Provotais, Saint-Marc, la Feroullais. Maisons remarquables : la Massais, Quémerais, Bagatz, le Gay-Lieu, le Plessis, la Grézinonnaye. Superficie totale : 4 269 hectares 66 ares dont (...) terres labourables 2 317 ha, prés et pâturages 459 ha, bois 147 ha, vergers et jardins 78 ha, landes et incultes 1 635 ha, étangs 2 ha (...). Moulins : 6 (de la Courbe, du Bouelle, du Freut, Neuf de la Grézinonnaye, à eau ; de Cameru, des Grandes-Landes, à vent. (...) L'église de Guichen a été rebâtie à plusieurs époques et ne présente aucun style. On voit dans l'intérieur un confessionnal sculpté qui est du XVIIe siècle et qui a quelque mérite. Ogée n'a pas mentionné le château de Gay-Lieu, aujourd'hui à M. Lecourt de Béru, et qui a été construit le siècle dernier par la famille de Marbœuf : c'est l'une des plus délicieuses habitations des environs de Rennes. Le château de la Massais, aujourd'hui à M. Leray, est aussi une charmante habitation. Le bois qui l'entoure est le plus grand de Guichen. Une partie de cette commune se compose de collines qui descendent à la Vilaine, et qui sont d'un aspect ravissant. Dans ces collines on exploite la pierre schisteuse rouge, employée dans les constructions sous le nom de "pierres de cahot". Il y a à Guichen des eaux minérales ferrugineuses ; nous n'en connaissons pas d'analyse exacte. Ces eaux ont eu quelque réputation et sont maintenant presque abandonnées. La Vilaine sert de limite à Guichen au nord-est et à l'est ; au sud et au sud-ouest elle a la petite rivière de Canut, qui se jette dans la première. La route royale no 177, dite de Caen à Redon, traverse la commune du sud-sud-ouest au nord-nord-est. Il y a marché le vendredi et marché forain le troisième vendredi de chaque mois. Géologie : schiste à l'est, quartzite (...). On parle le français [en fait le gallo]. »

Paul Féval écrit en 1844 : « De Pont-Réan à Guichen il y a une lieue (...). Le paysage est beau tout le long de la route : à droite, dans la direction de Maure, s'étendent, à perte de vue, d'immenses forêts d'ajoncs, que parsèment de vastes clairières, où le sol rocheux et complètement brûlé, ne peut même pas nourrir la stérile végétation des landes. À gauche, c'est un pêle-mêle de petites collines, groupées tumultueusement et séparées par de microscopiques vallées, où le pommier trapu élève à peine sa tête ronde et verte au-dessus de l'or verdoyant des moissons. Çà et là, une loge couverte en chaume (...). Quelquefois, entre deux collines, on aperçoit la Vilaine qui montre timidement un lambeau de son timide ruban de satin ».
Les halles de Guichen appartenaient à la famille du Bouëxic jusqu'en 1854, date à laquelle les héritiers de Agathe Félicité du Bouëxic, les vendent à la commune, le maire étant alors Henry Charles Marie de la Bourdonnaye de Montluc.
Une école privée de garçons fut tenue par les Frères de Ploërmel jusqu'en 1889, date de la laïcisation du corps enseignant (une nouvelle école fut construite dans la décennie 1880); une école des filles existait également ; le sous-préfet de Redon imposa en 1903 à la municipalité la construction d'une école publique de filles à 4 classes à Guichen, ainsi que d'un groupe scolaire de 2 classes à Pont-Réan.
En janvier 1890, un médecin de Guichen, Jean-François Gandon, fut enterré selon le rite protestant en fonction de ses croyances religieuses, ce qui provoqua des polémiques, le curé ayant refusé d'organiser les obsèques qualifiées à tort d'enterrement civil par le journal Le Courrier de Rennes.

### LeXXesiècle

#### La Belle Époque
Le château de la Massaye, situé près Pont-Réan, communes de Guichen et Goven (comprenant « le château proprement dit, maison de garde, communs, pelouse, jardins potager et d'agrément, verger, douves, avenues, parc, futaies et ses réserves comprenant terres, prairies, landes, carrières et bois taillis, le tout d'un seul tenant, d'une contenance totale de 66 hectares 58 ares 04 centiares ») et ses dépendances, ainsi que la ferme de la Massaye et plusieurs autres fermes, sont mis en vente par licitation en 1913.

#### La Première Guerre mondiale
Des réfugiés venant de Belgique et du département de l'Aisne furent un temps hébergés dans la commune au début de la guerre. 18 prisonniers de guerre allemands, hébergés à Bagatz, vinrent participer aux travaux agricoles à partir de l'été 1915.

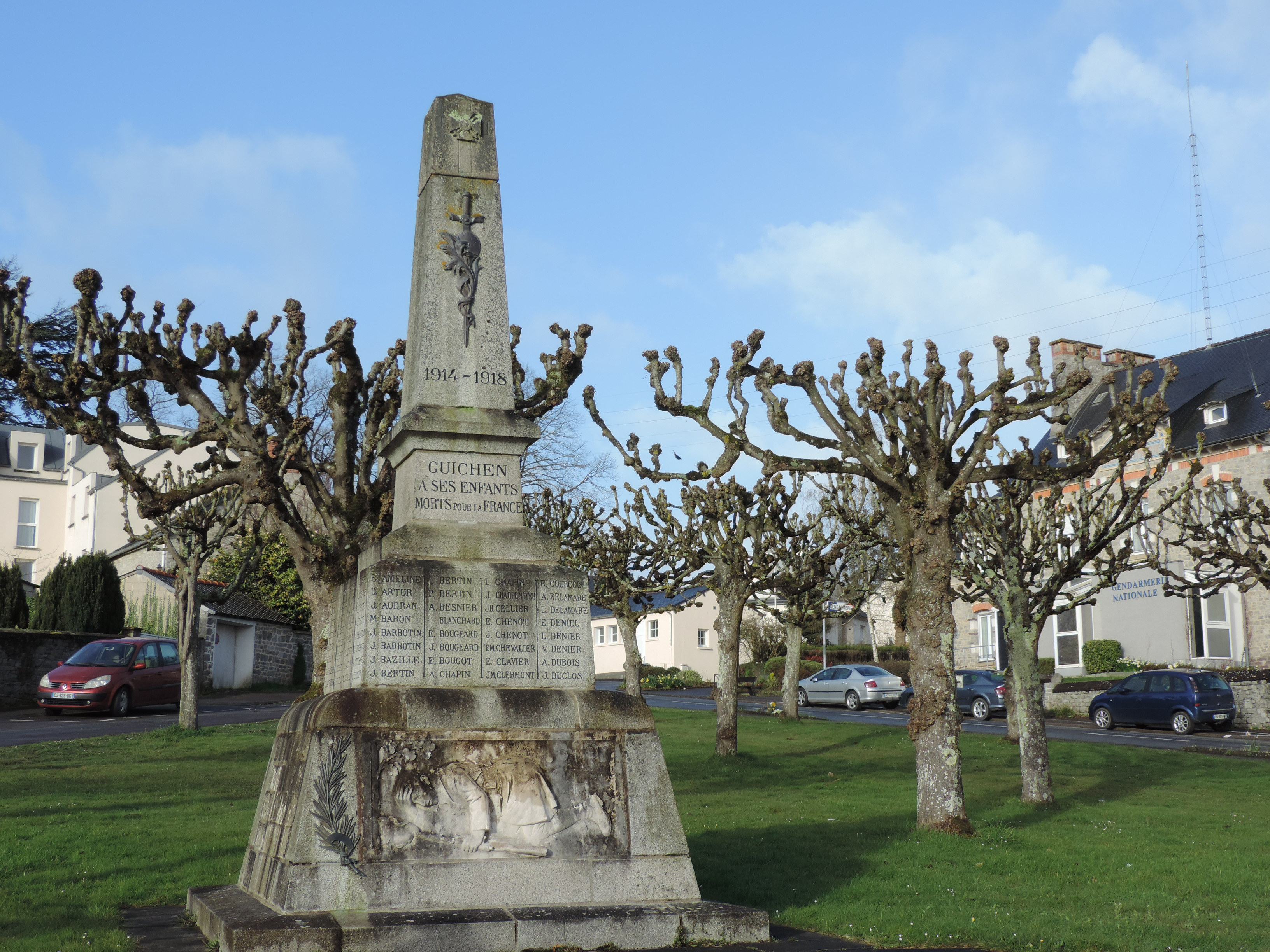
Le monument aux morts de Guichen.

Le monument aux morts de Guichen porte les noms de 126 soldats morts pour la France pendant la Première Guerre mondiale; parmi eux 6 au moins (Alexis Blanchard, Isidore Chapin, Émile Durand, Emmanuel Guesdon, Émile Pithois et Louis Roulin) sont morts en Belgique dès août 1914 ; la plupart des autres sont morts sur le sol français dont Louis Bertin, Hervé Bougault et Louis Mouchère, tous trois décorés de la Médaille militaire et de la Croix de guerre.
L'épidémie de grippe espagnole fit 28 décès à Guichen en 1918.

#### L'Entre-deux-guerres

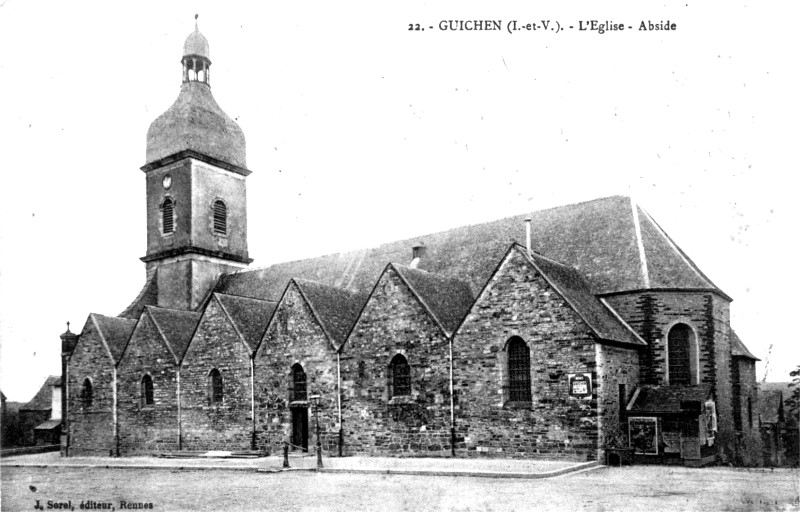
Guichen : l'église paroissiale vers 1920 (carte postale J. Sorel).
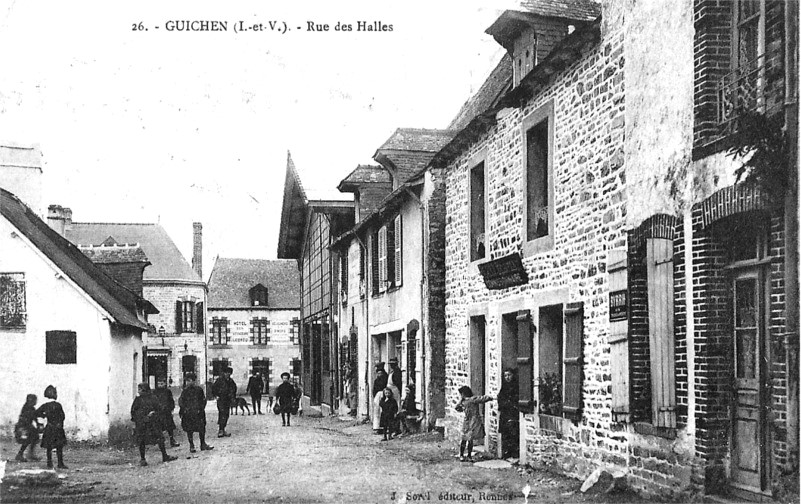
Guichen : la Rue des Halles vers 1920 (carte postale J. Sorel).
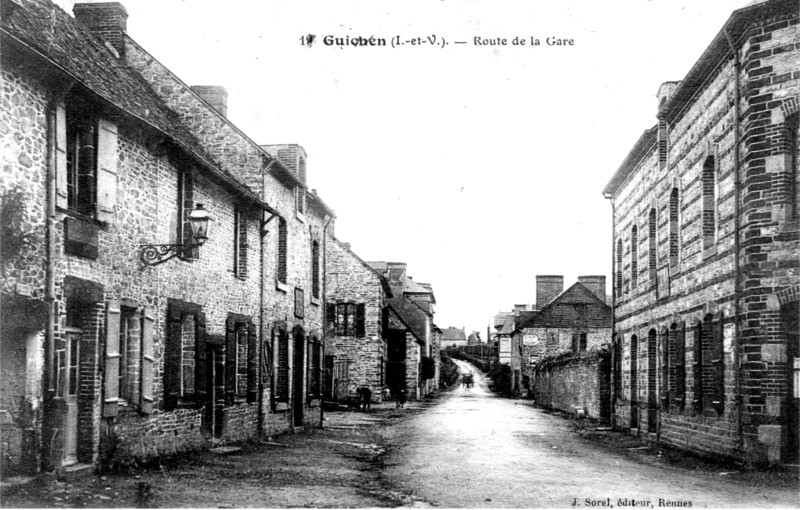
Guichen : la Route de la Gare vers 1920 (carte postale J. Sorel).
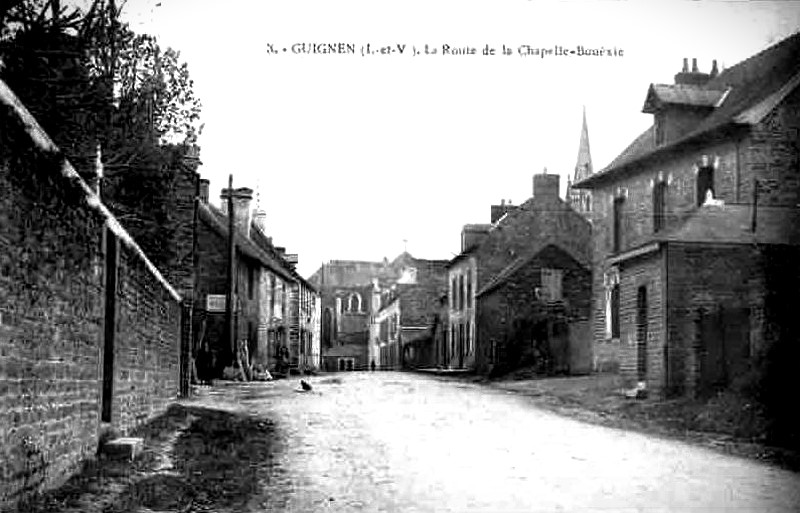
Guichen : la route de la Chapelle-Bouëxic vers 1920 (carte postale J. Sorel).

En 1931 des habitants de Pont-Réan demandèrent l'érection du bourg de Pont-Réan, qui dépend de la commune de Guichen, en commune (« sur 214 chefs de foyers représentant 707 habitants, 3 seulement ont refusé de donner leur consentement ») arguant que « le bourg de Pont-Réan (...) est distant de 4 kilomètres » du bourg de Guichen, que depuis 1858 leur petite ville est le siège d'une paroisse (« desservie aujourd'hui par un curé et un vicaire ») et qu'un décret du 11 août 1869 avait créé, au sein de la commune de Guichen, une section de commune pour Pont-Réan ; ne pouvant avoir d'école publique officielle, les habitants de Pont-Réan « organisèrent une école libre qui n'occupe pas moins aujourd'hui d'un maître et de deux maîtresses ». Les pétitionnaires écrivent que « le bourg de Pont-Réan, situé sur une route importante, aujourd'hui route nationale, (...) fut toujours un lieu de passage, de relais, de promenade dominicale, de villégiature (...) Aussi découvre-t-on à Pont-Réan : trois importantes boucheries avec leurs tueries particulières, deux boulangeries-pâtisseries, plusieurs épiceries, charrons, bourreliers, mécaniciens, forgerons, maréchaux-ferrants, peintres, etc.. » et la "Société des carrières de Normandie et de Bretagne" y exploite d'importantes carrières de grès ; Pont-Réan possède aussi une recette buraliste, un bureau de tabac, une recette auxiliaire des Postes et télégraphes. « Quelques habitants de la commune de Goven sollicitent également, Monsieur le Préfet, d'être réunis à la future commune ». Mais cette requête n'aboutit pas.
Foires et marchés étaient très actifs à Guichen à cette époque.

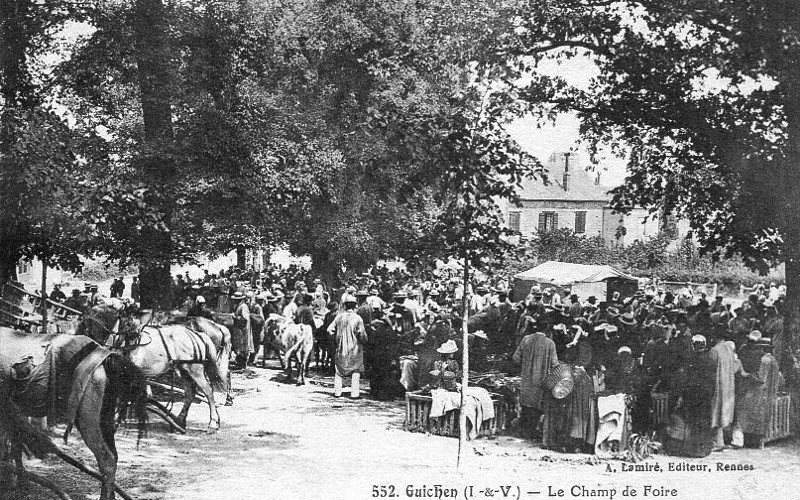
Guichen : le champ de foire vers 1920 (carte postale A. Lamiré).
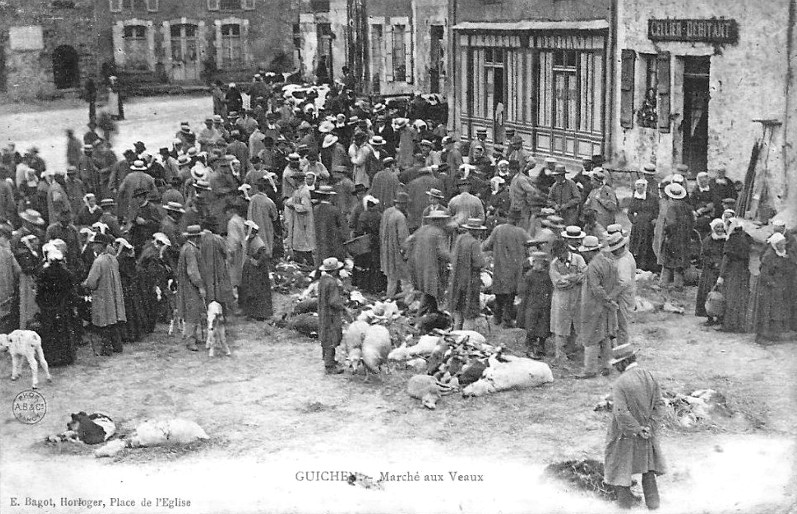
Guichen : le marché aux veaux vers 1930 (carte postale E. Bagot).

#### La Seconde Guerre mondiale
Durant la Drôle de guerre, Pont-Réan connut la présence anglaise. un corps de troupe s'installa en novembre 1939 au château de la Massaye. La débâcle française de juin 1940 marqua pour eux, vers le 16 juin, une fuite étalée de quelques heures seulement. Quarante huit heures après, les colonnes allemandes traversaient en trombe nos campagnes et occupaient la commune.
Le monument aux morts de Guichen porte les noms de 29 personnes mortes pour la France pendant la Seconde Guerre mondiale ; parmi elles Louis Bougault, Auguste Heligon, Pierre Courtin, Hervé Jarret, Michel Ogée, Alexandre Pithois et André Rabadeux, soldats morts lors de la Campagne de France au printemps 1940 ; Pierre Gourdel est mort le 16 juillet 1940 à Beyrouth (Liban) ; Victor Greffier est mort le 20 décembre 1943 en Allemagne ; Édouard Lerusse est une victime civile de la guerre (tué le 20 mars 1943 à Rennes) ; Henri Bougeard, résistant FTPF, a été fusillé au camp de la Maltière en Saint-Jacques-de-la-Lande le 30 décembre 1942 ; Pierre Pavoine, résistant, a été fusillé comme otage à la prison de l'abbaye de Fontevrault le 21 février 1942 ; Arsène Pavoine, lui aussi résistant, est mort en déportation au camp de concentration de Buchenwald le 8 avril 1945.

#### L'après Seconde Guerre mondiale
Un soldat (Pierre Corce, sergent du bataillon français de l'ONU) originaire de Guichen est mort pour la France pendant la Guerre de Corée.
La Massaye fut un centre de formation de la Marine nationale entre 1944 et 1958.

## Lieux historiques et touristiques

### Les Halles et le marché
Le bâtiment des Halles est constitué d'acier et de briques. Il a été construit en 1895 par Jean-Marie Laloy et rénové en 2007. Il fait partie intégrante du patrimoine communal et il accueille le marché bio les jeudis après-midi, le cours de danse bretonne par l'association Dorn Ha Dorn, les expositions et manifestations diverses.
Le marché classique se tient sur la place Georges Le Cornec tous les mardis matin.

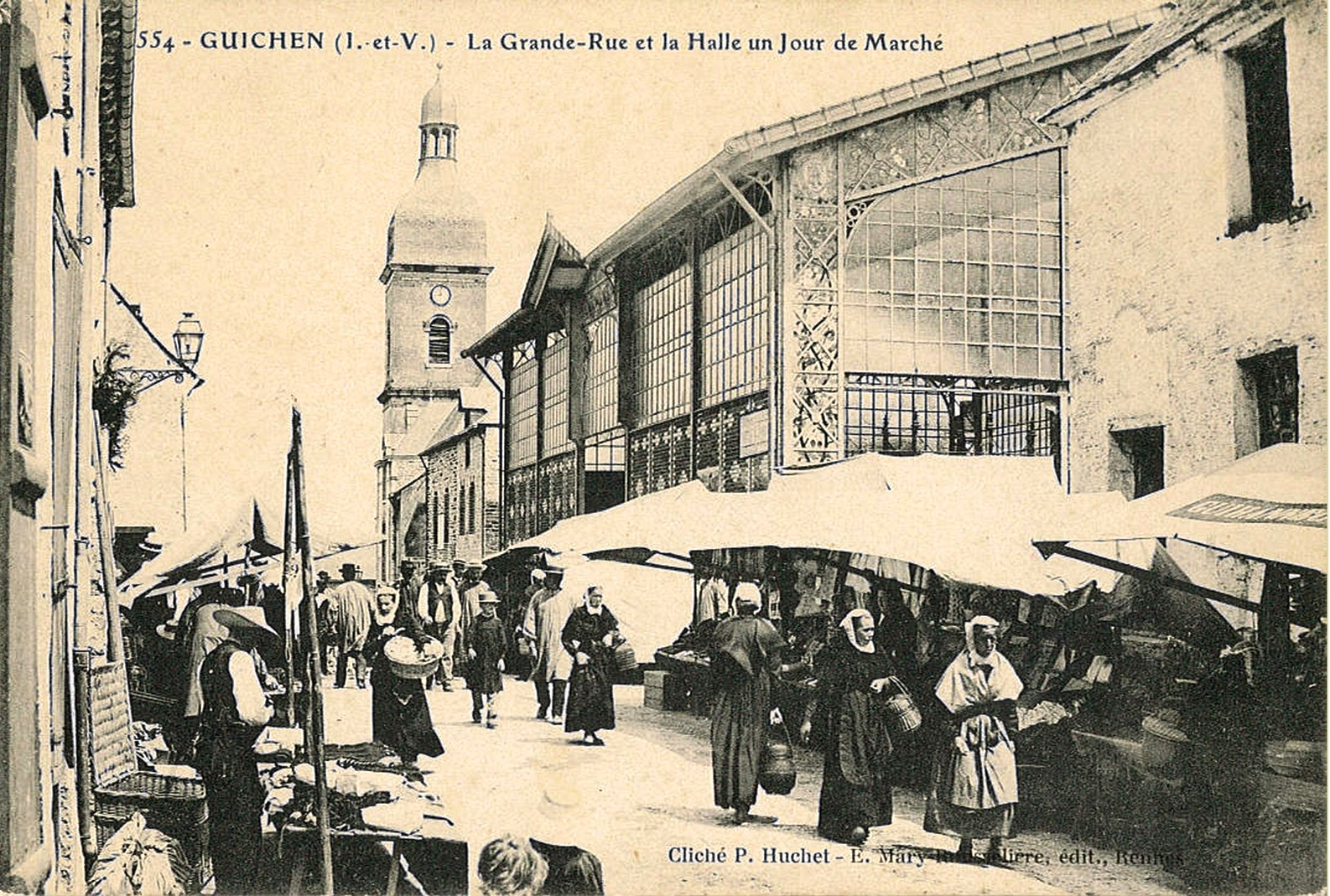
Les Halles de Guichen au début du XXe siècle (carte postale Edmond Mary-Rousselière).
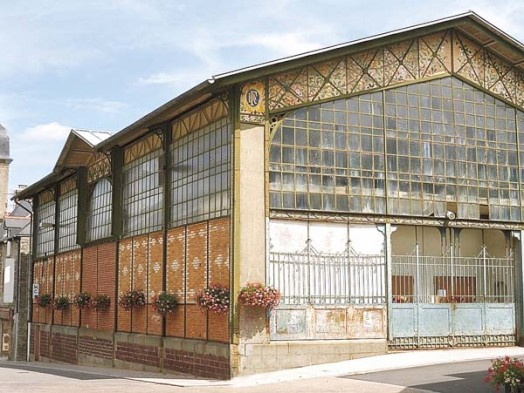
Les Halles, ancien modèle.
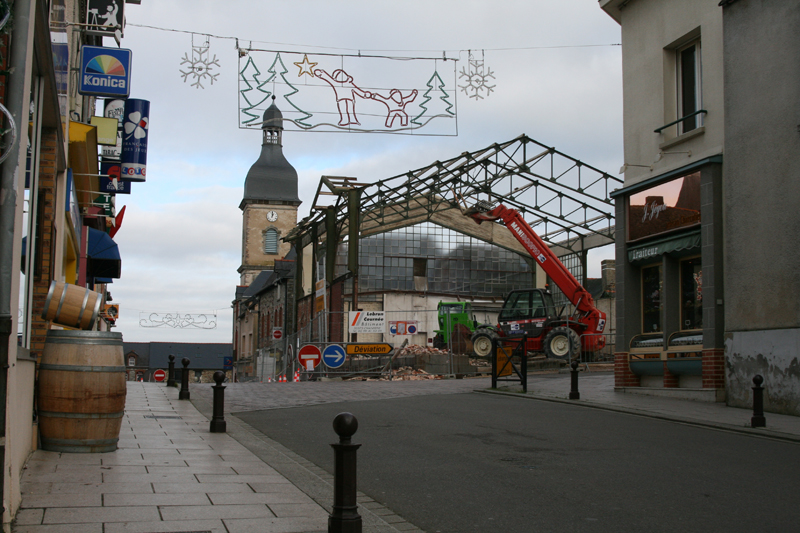
Les Halles en travaux de rénovation, le 14 décembre 2006.
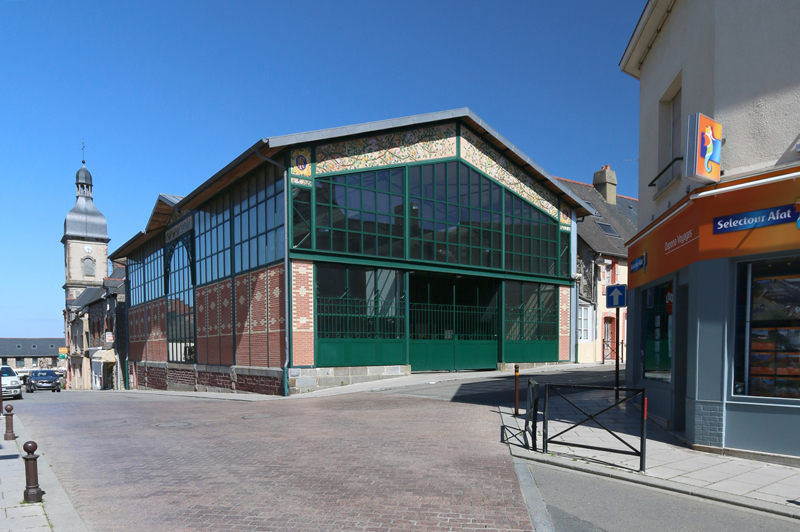
Les Halles en 2014.

### Monument historique

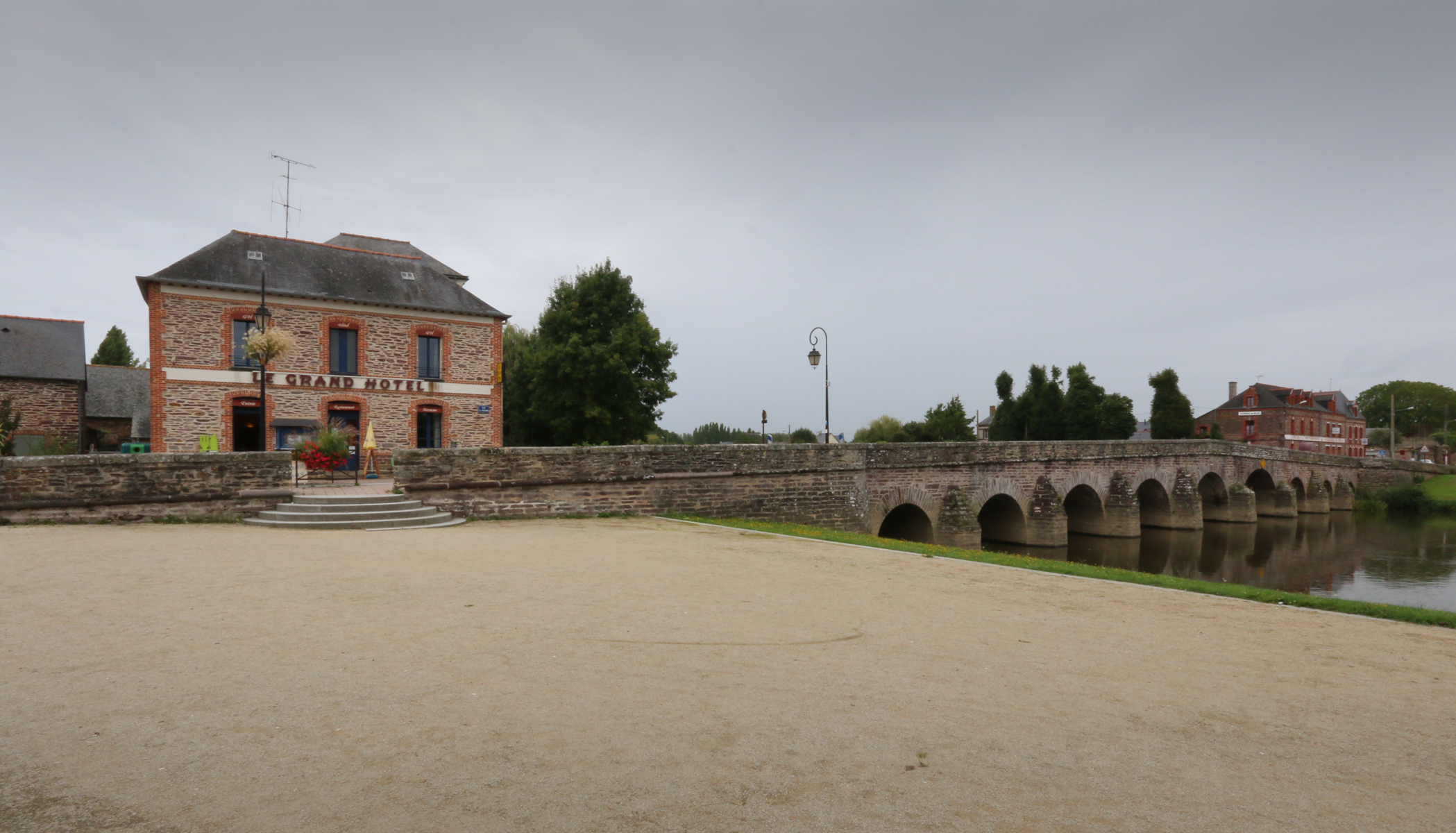
Le pont de Pont-Réan.

La commune compte un monument historique :
- Le pont sur la Vilaine de Pont-Réan, également situé sur la commune de Bruz, inscrit par arrêté du 28 octobre 1942[53]. Ce pont en dos d'âne composé de neuf arches en plein cintre a été bâti en 1767 sur la base d'un pont médiéval, situé à l'emplacement d'un ancien pont romain.

### Autres lieux
- Le château de la Massaye (Massais) : le château actuel a été bâti en 1630 ; la chapelle de la Massais actuelle a été construite bien plus récemment, après la Seconde Guerre mondiale[54].

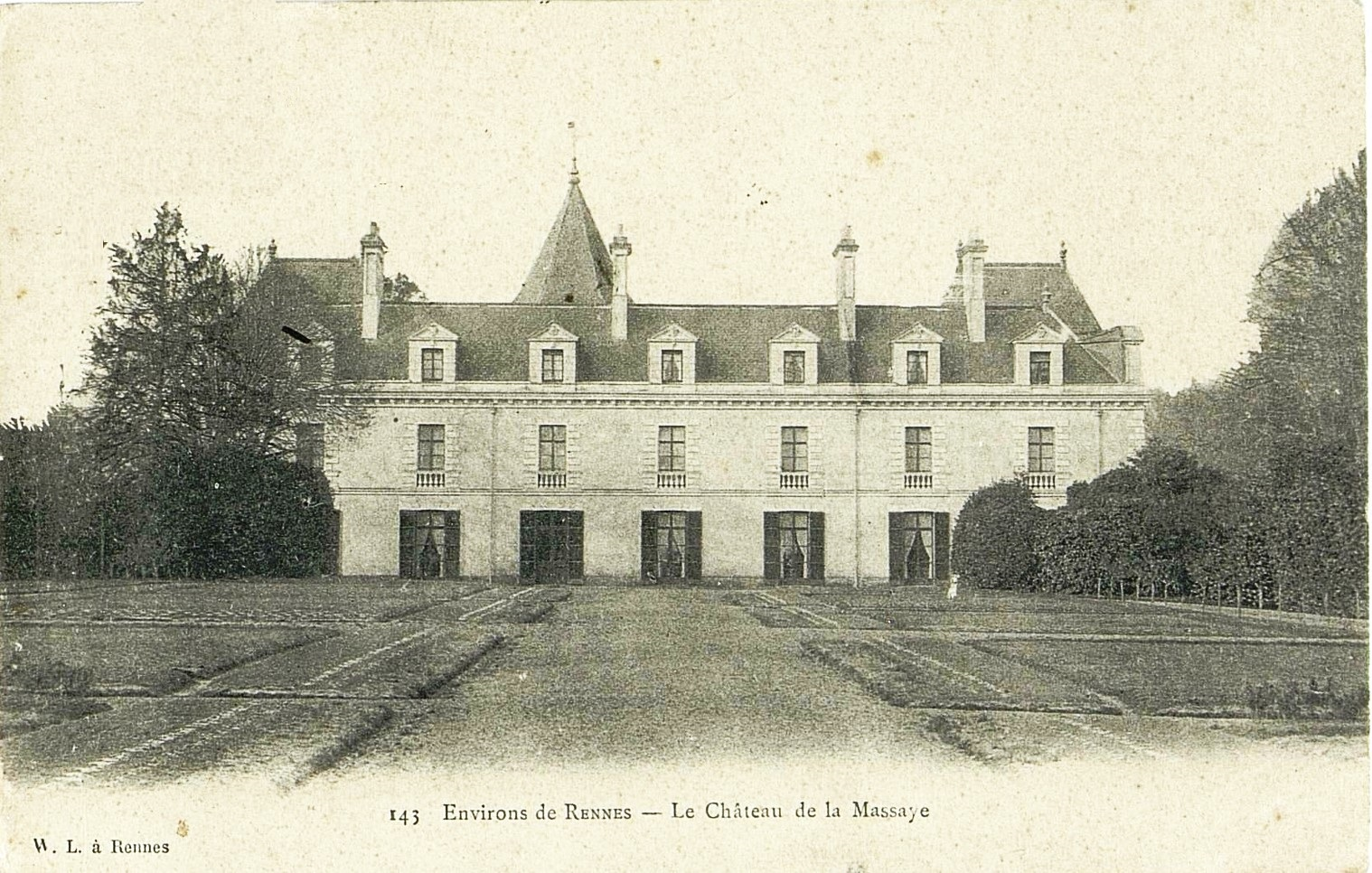
Le château de La Massaye au début du XXe siècle (carte postale).

- Le château de la Grésillonnais : il datait du XIVe siècle et possédait quatre tours ; il est de nos jours en bonne partie détruit[55].

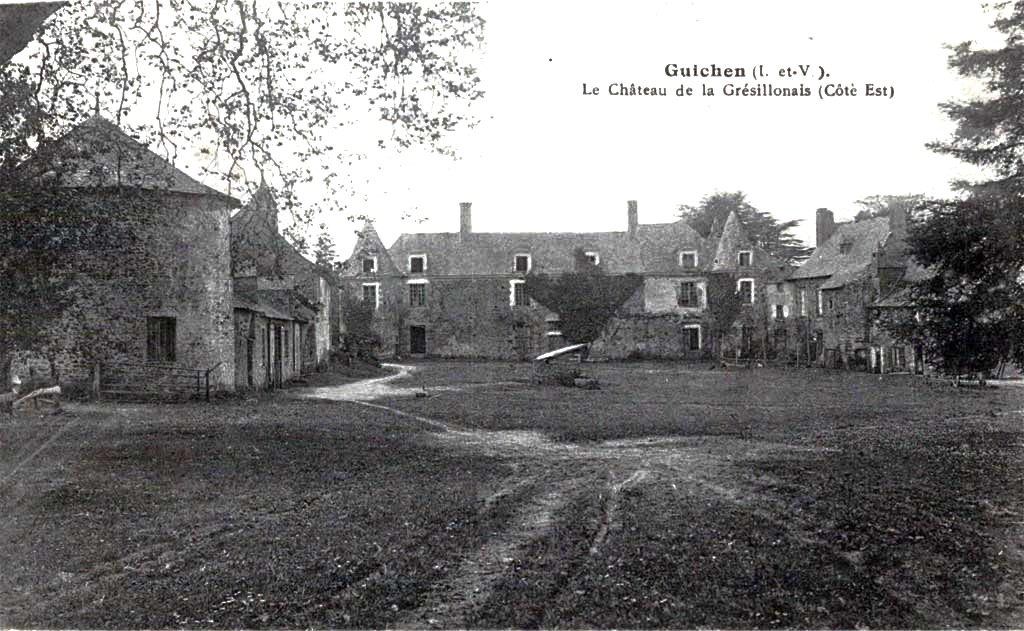
Le château de la Grésillonnais vers 1930 (carte postale).

- Le château de Bagatz, du XVe siècle, fortement restauré et agrandi au XIXe siècle après sa vente par la famille de Bourdonnaye aux Talhouët de Boishorand (il appartient par exemple au vicomte Charles de Talhouët-Boishorhand[Note 10] en 1892) ; il est restauré en 1905 par l'entrepreneur rennais Sylvain Brunet. À Bagatz, une eau de source jaillissait et était exploitée jusque dans les années 1970 et exportée dans toute la région[56].

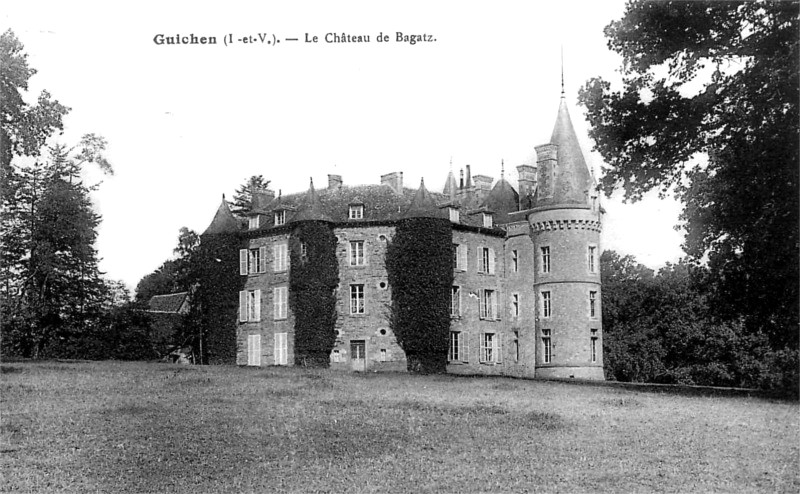
Le château de Bagatz vers 1920 (carte postale J. Sorel).
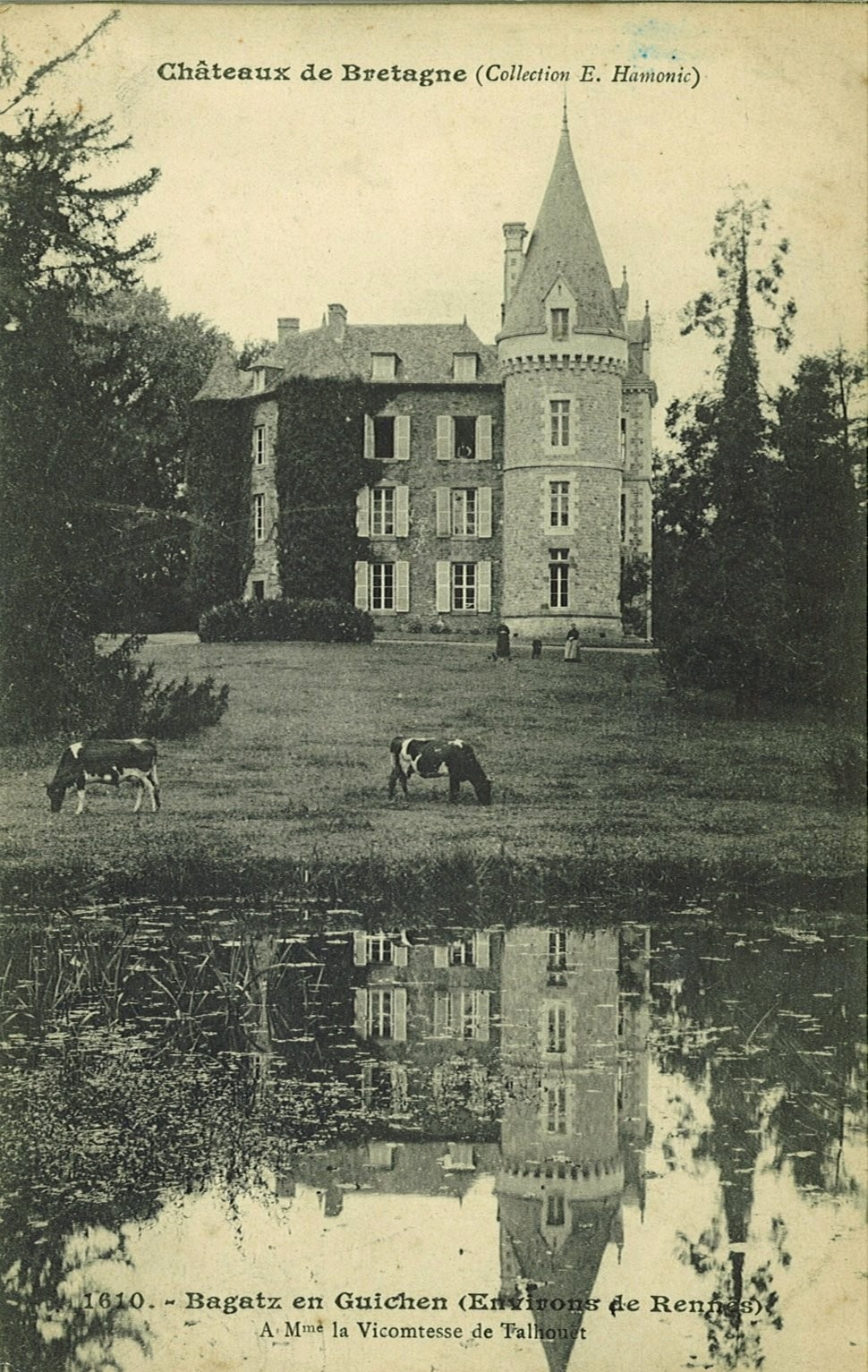
Le château de Bagatz vers 1920 (carte postale Émile Hamonic].

- Le château du Gai-Lieu, : il date de la fin du XVIIe siècle ; il est situé sur les hauteurs, au-dessus de l'écluse et du moulin du même nom[57]. Ancienne villégiature de la famille de Marbeuf[Note 11], le château domine de ses jardins entourés de terrasses la Vilaine, sur laquelle il s'ouvre par une grille du XVIIIe siècle.
- Le manoir de la Quemerais, du XVIIe-XVIIIe siècle[58].
- Le manoir de la Provostais, du XIIIe siècle.
- Le manoir du Champ-Gerard, du XIIIe siècle.
- Le manoir de Traveuzot, bâti sur un gisement fossilifère.
- L'église Saint-Martin de Guichen : elle date en partie de 1609 à 1611, mais a été remaniée en 1731 et 1838[59].

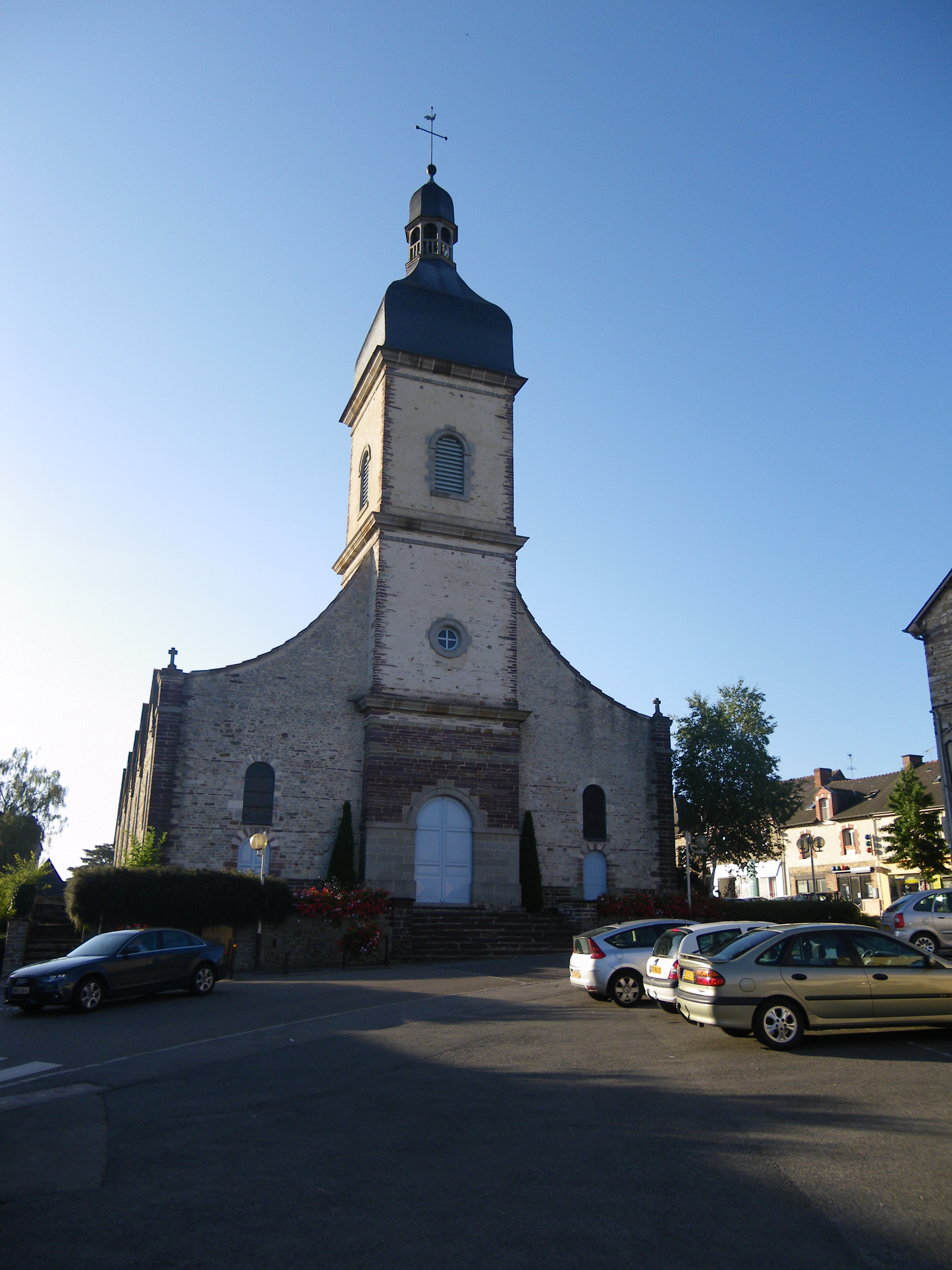
L'église Saint-Martin : la façade.

- L'église Immaculée-Conception de Pont-Réan, 1865, bâtie entièrement en schiste rouge typique de Pont-Réan, issu des carrières locales[60].
- La chapelle de Pont-Réan, sur la route menant à Guichen (D 577).
- La chapelle de Chauvignac : c'est en fait un simple oratoire circulaire de 4 mètres sur 3, avec une couverture d'ardoises à quatre pans, édifiée près d'une fontaine. Elle a été restaurée en 1987[61].
- La chapelle de la Moutonnais : elle date du XVIIIe siècle[62].
- Le Coteau du Chatelier, vestige d'un oppidum, et d'un ancien camp romain (le mot chatelier signifiant par ailleurs « village fortifié »[réf. nécessaire]).
- Les berges de la Vilaine, depuis la halte de Laillé jusqu'à Glanret, plus douces et aérées.
- Le moulin de la Grésillonnais : situé sur le rive gauche du Canut, il a été construit vers 1845 ; il ne pouvait fonctionner qu'en période de hautes eaux et ferma en 1914[63].

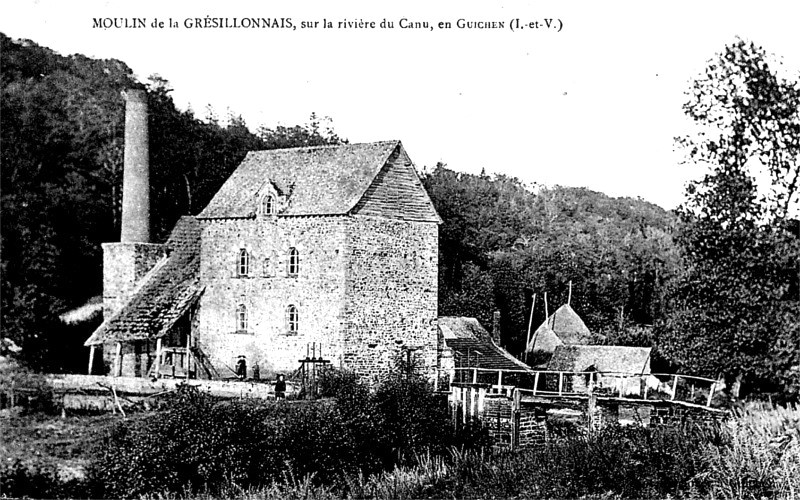
Le moulin de la Grésillonnais au début du XXe siècle (carte postale).

- Le moulin et l'écluse de La Bouëxière.

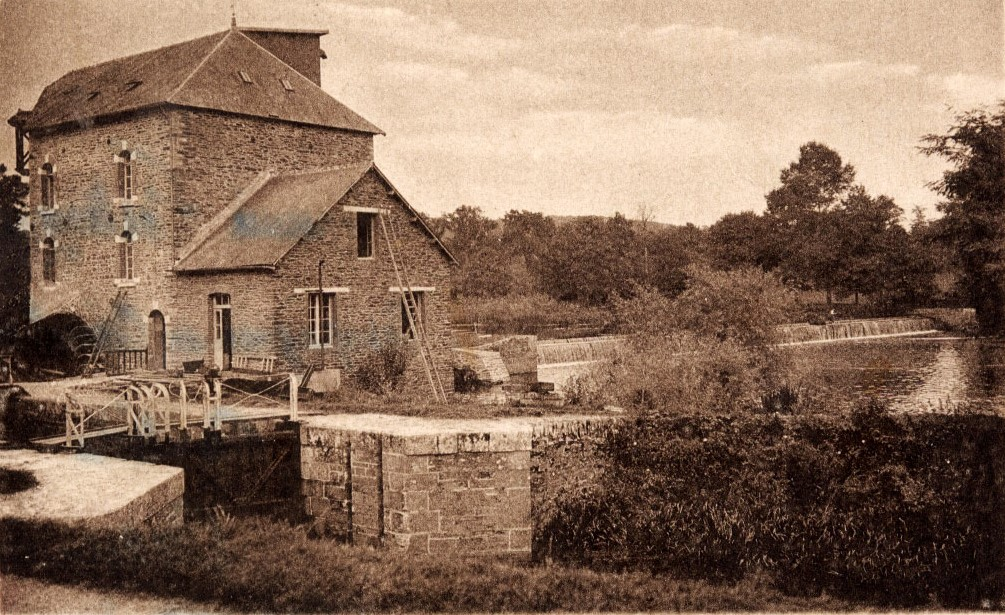
Le moulin de La Bouëxière au début du XXe siècle (carte postale).
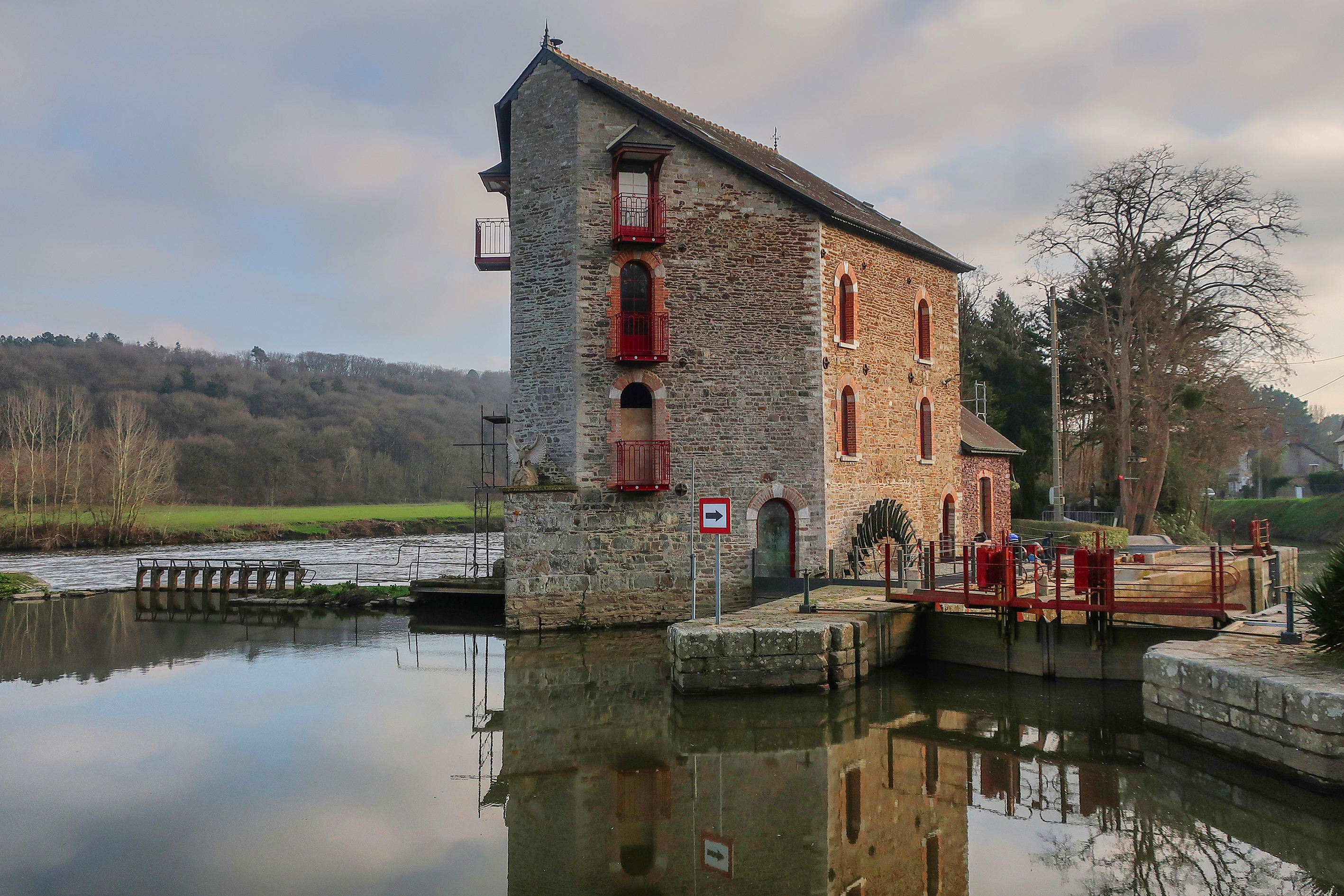
Le moulin et l'écluse de La Bouëxière, sur la Vilaine.
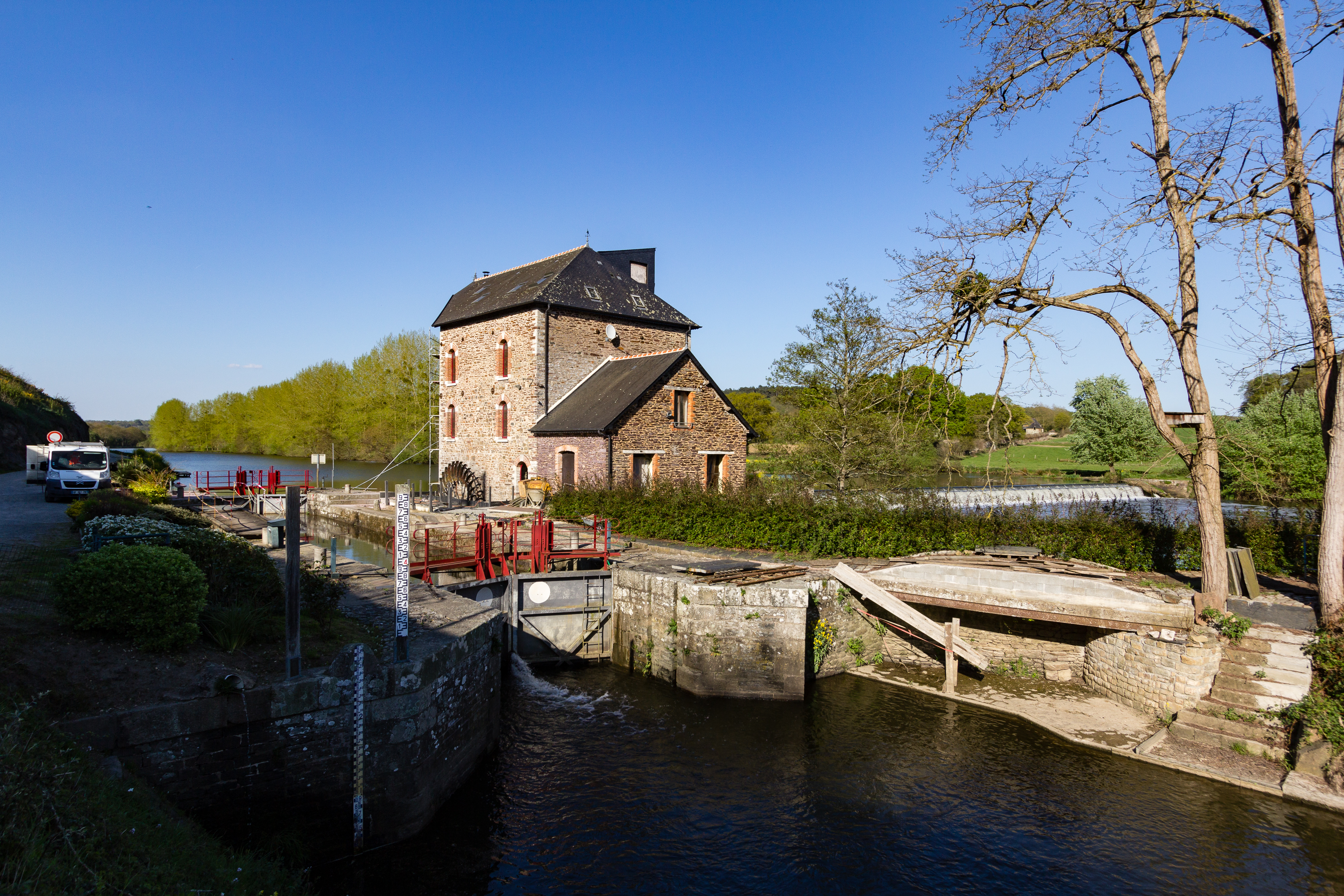
Écluse et moulin de La Bouëxière.
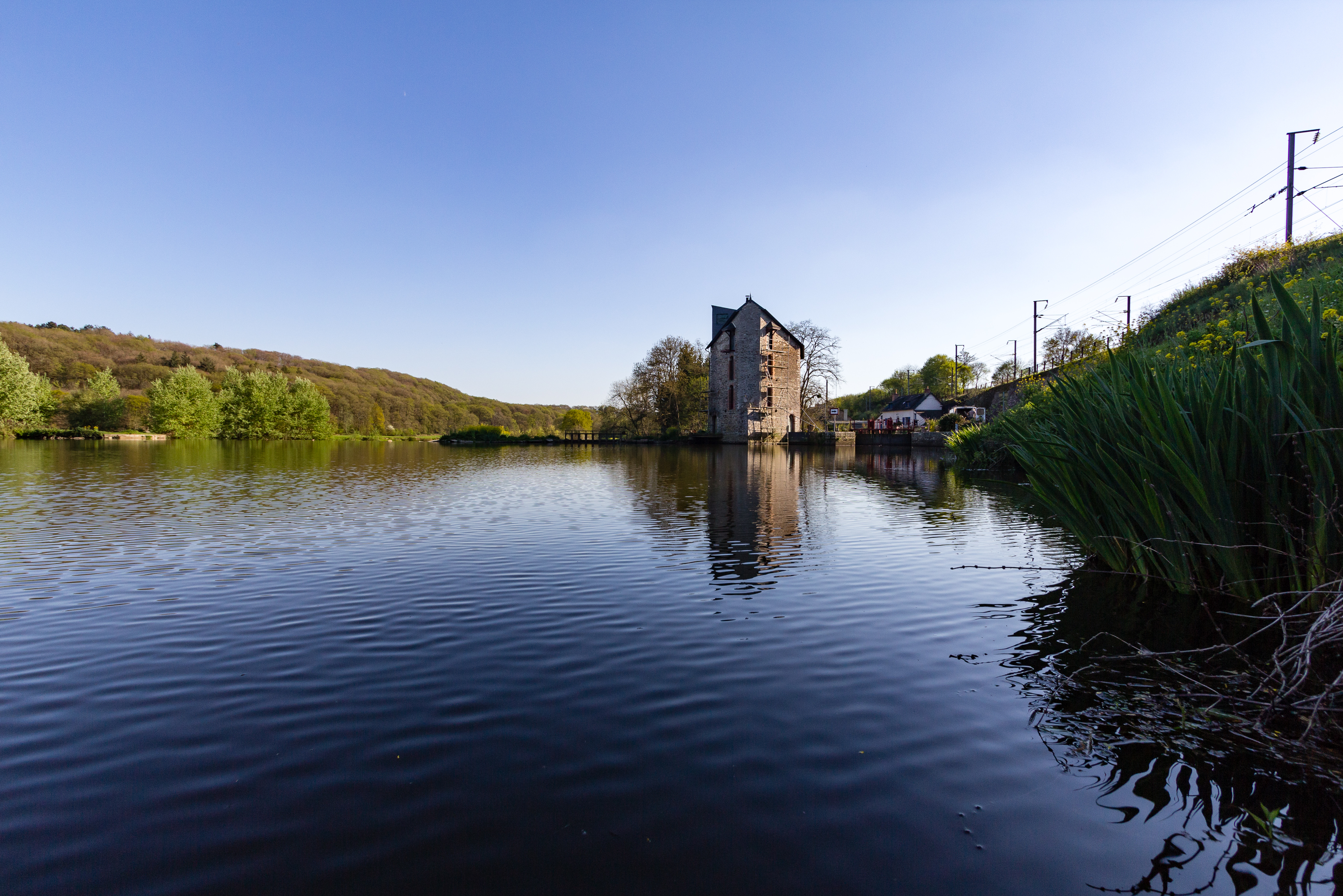
Bassin de retenue de l'écluse et du moulin de La Bouëxière.

- Le Grand-Moulin de Pont-Réan[64].

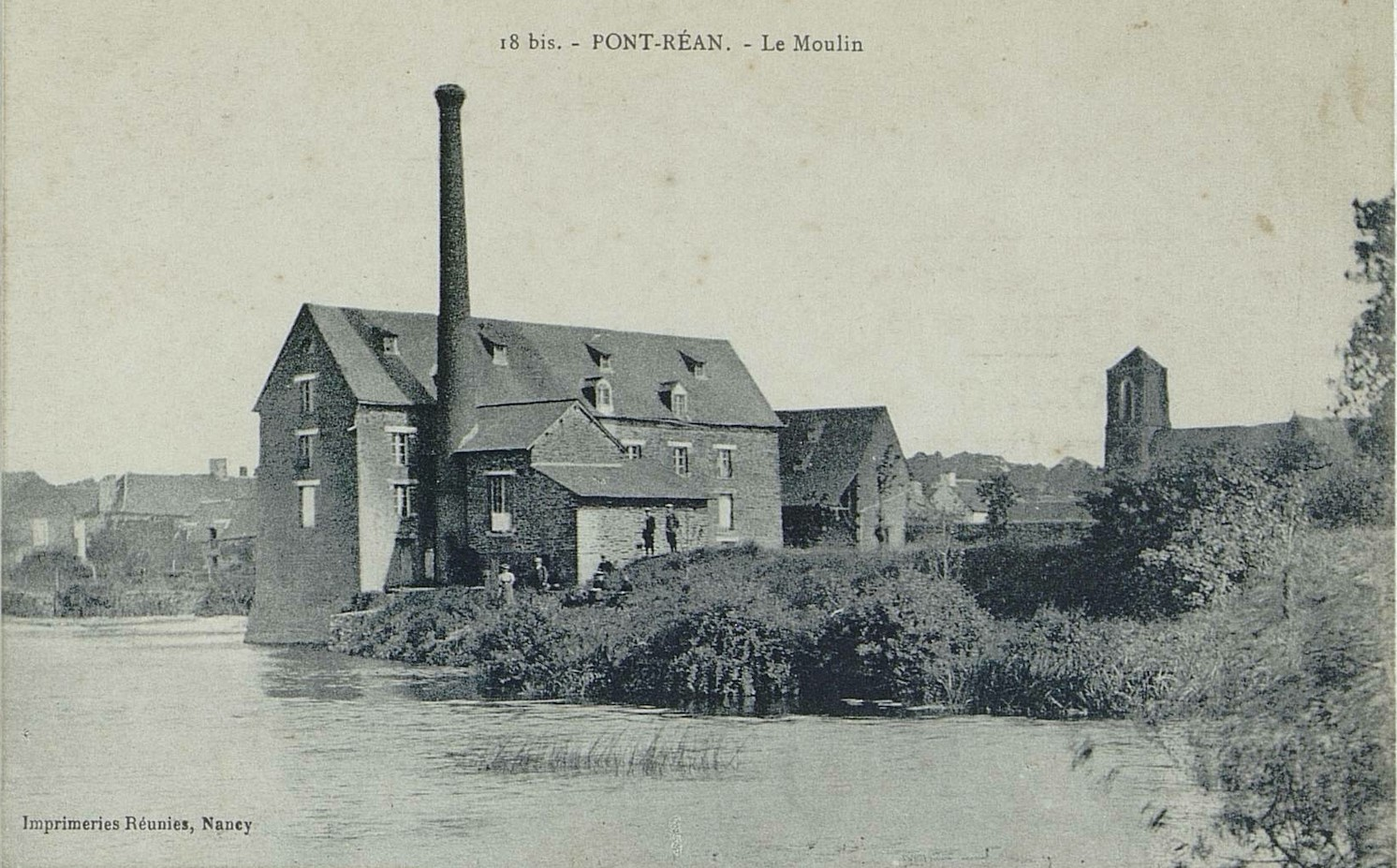
Le moulin de Pont-Réan au début du XXe siècle (carte postale).
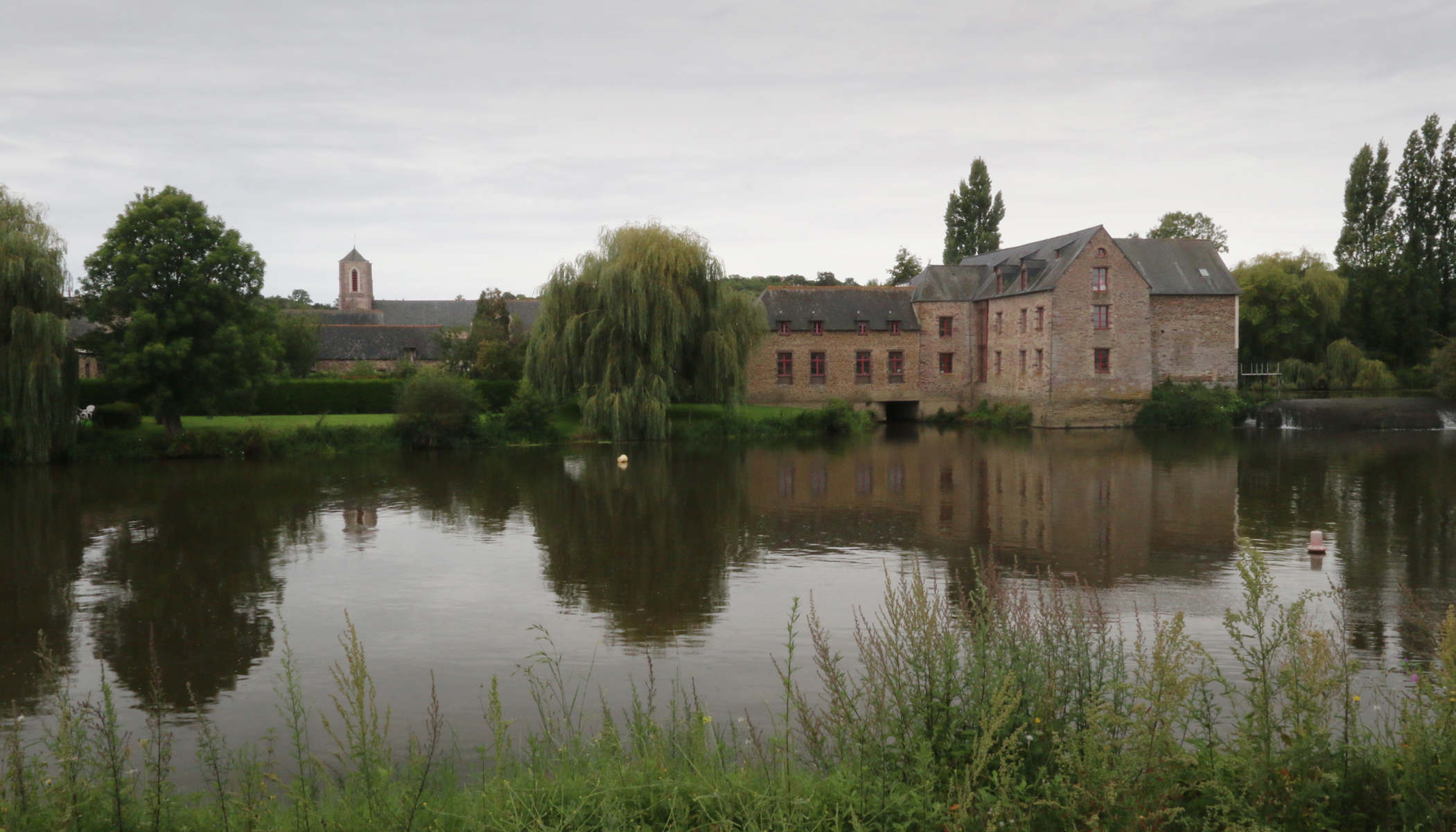
Le moulin de Pont-Réan.
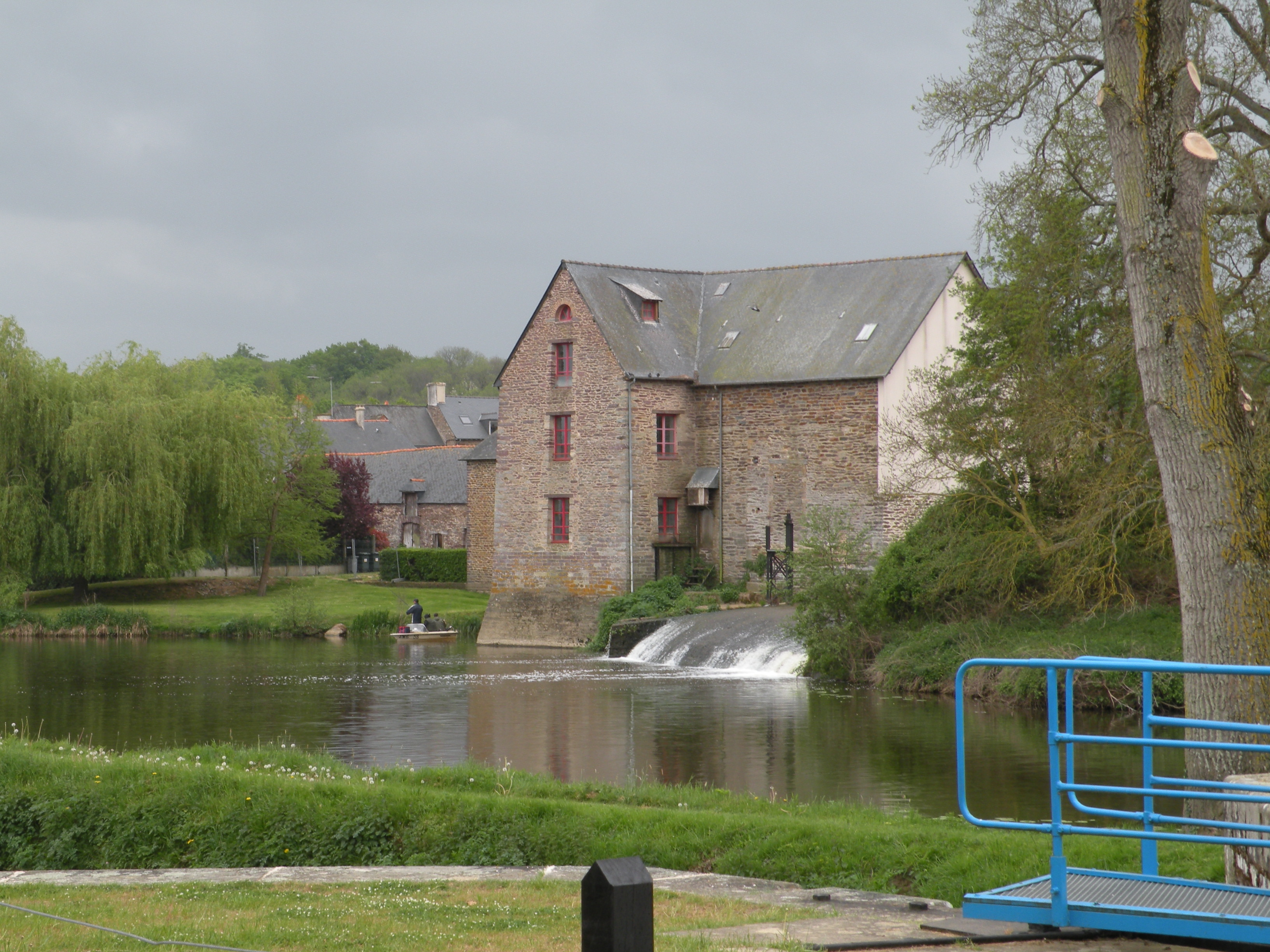
Le moulin de Pont-Réan.

- Le village de Pont-Réan et son pont enjambant la Vilaine.

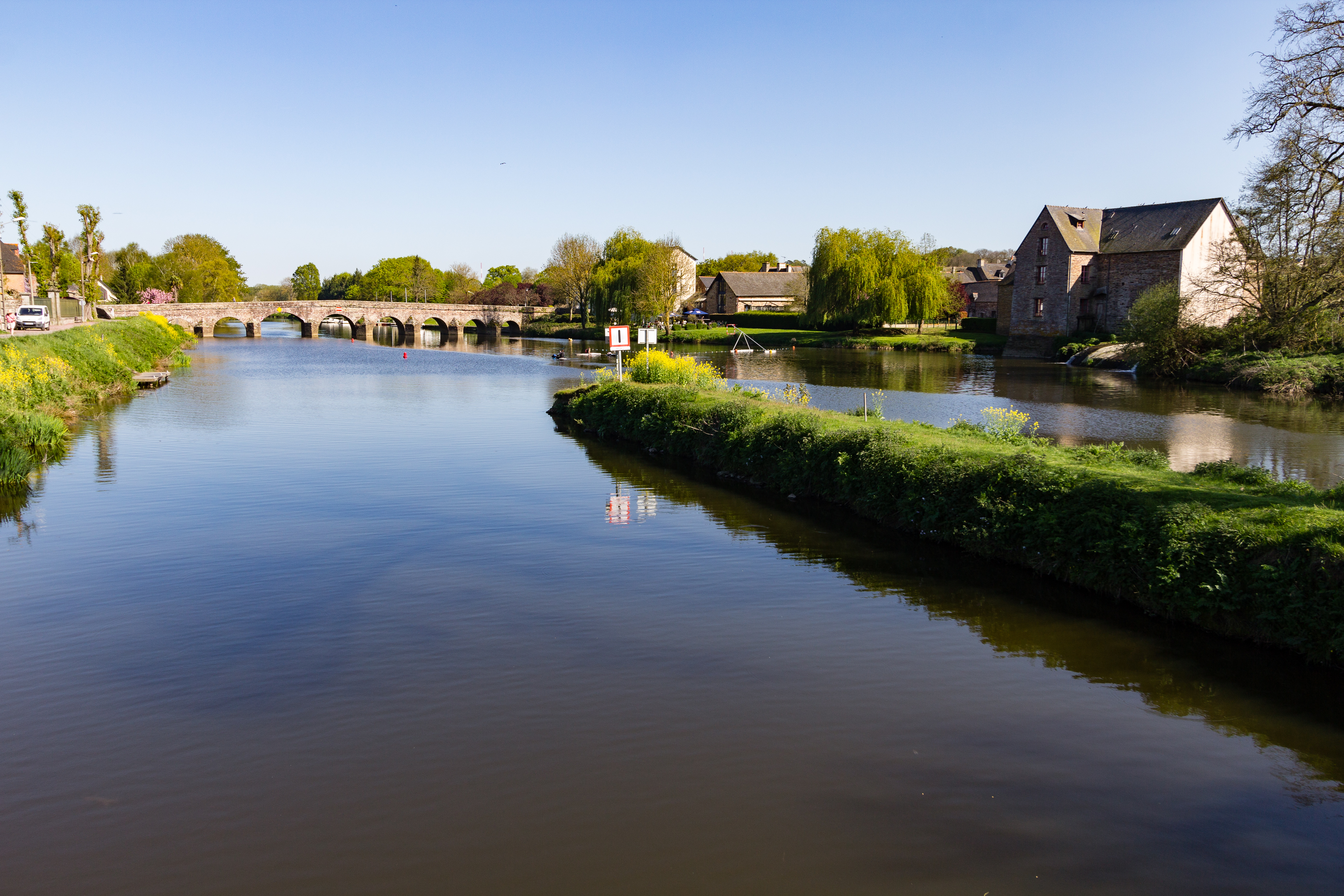
La Vilaine à Pont-Réan et l'écluse.
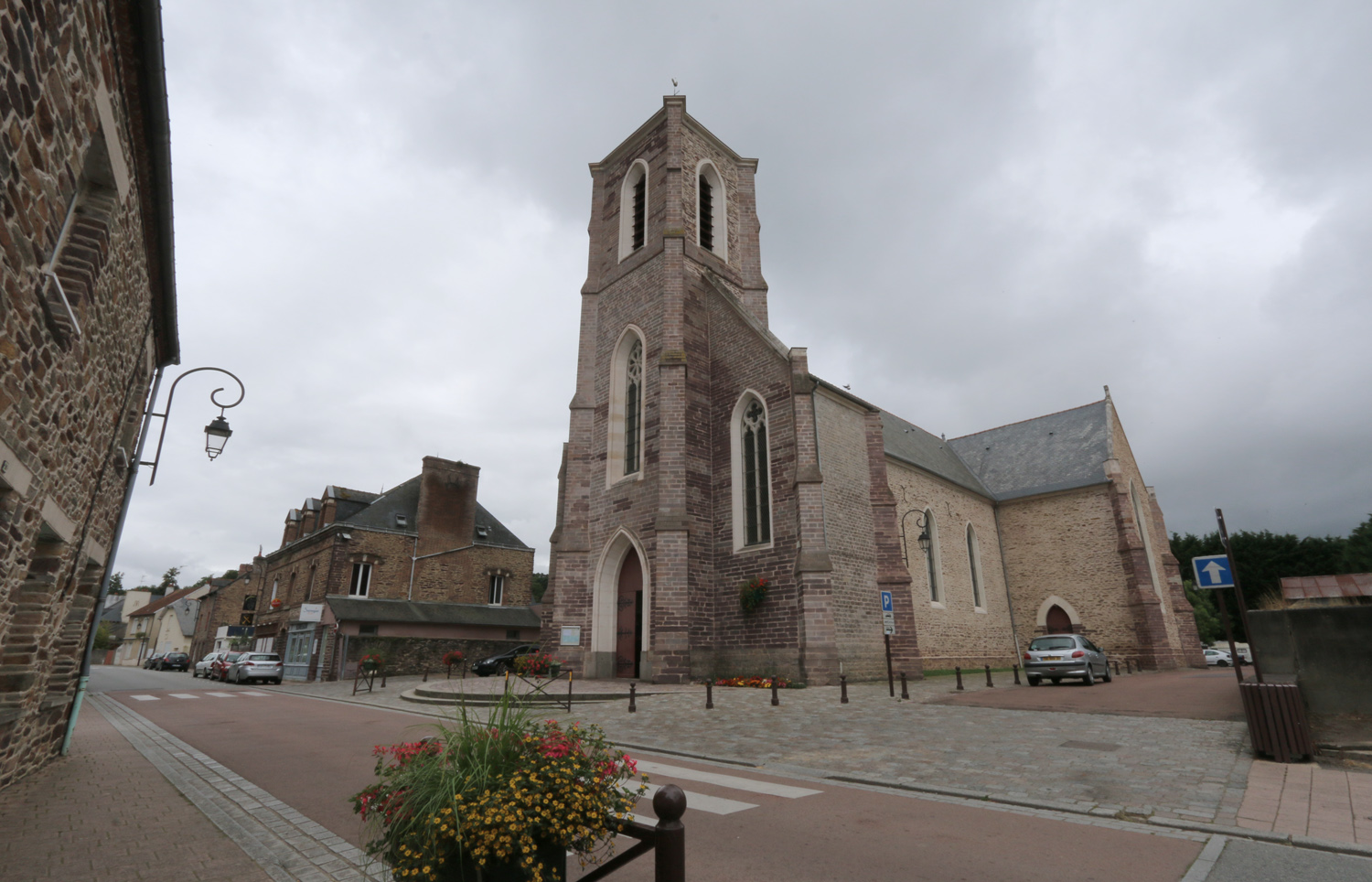
L'église de Pont-Réan.
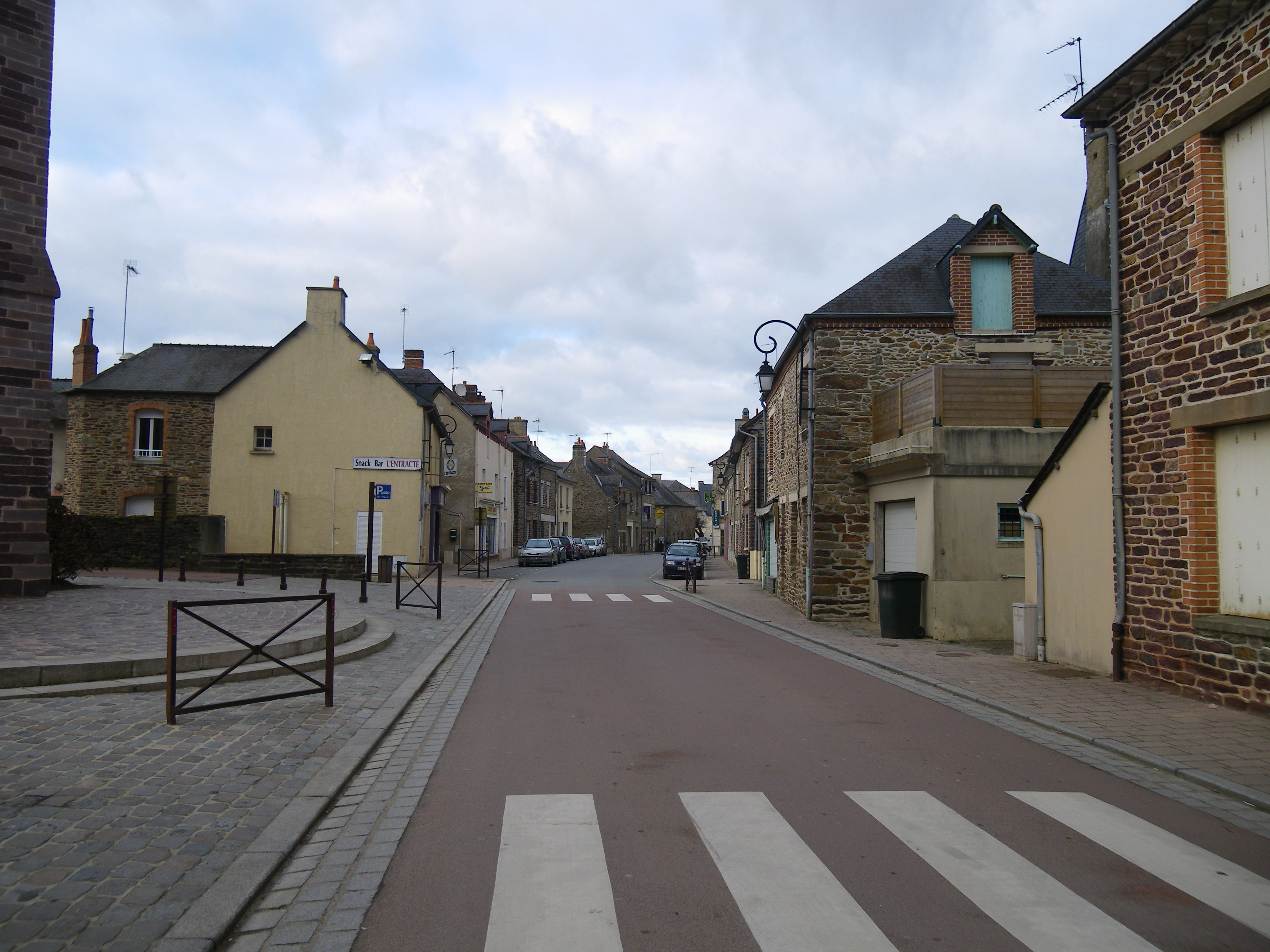
La rue principale de Pont-Réan.
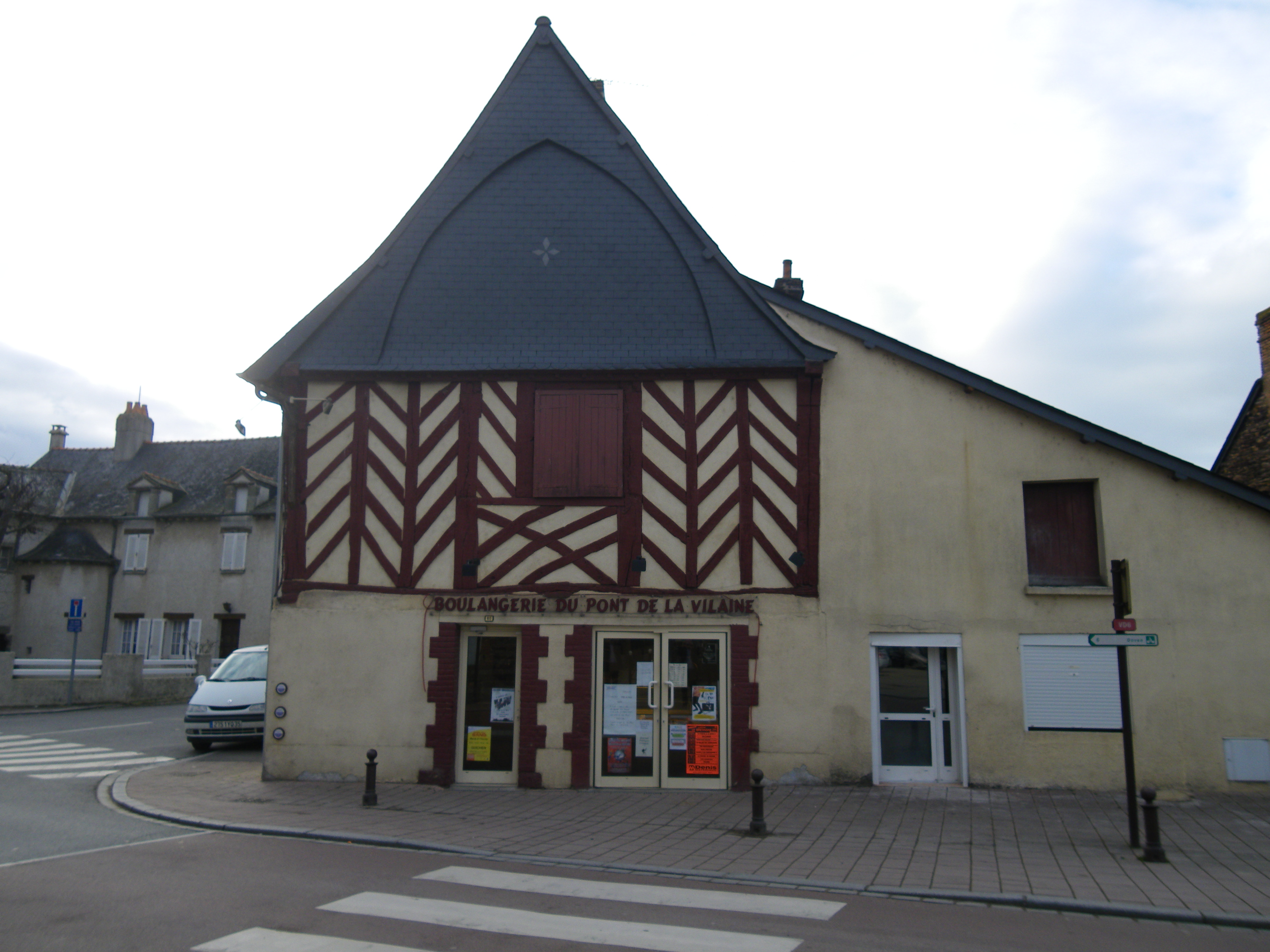
Maison ancienne à Pont-Réan.

- Le lieu-dit du Boël, site naturel classé et inscrit sur les berges de la Vilaine, également situé sur la commune de Bruz.

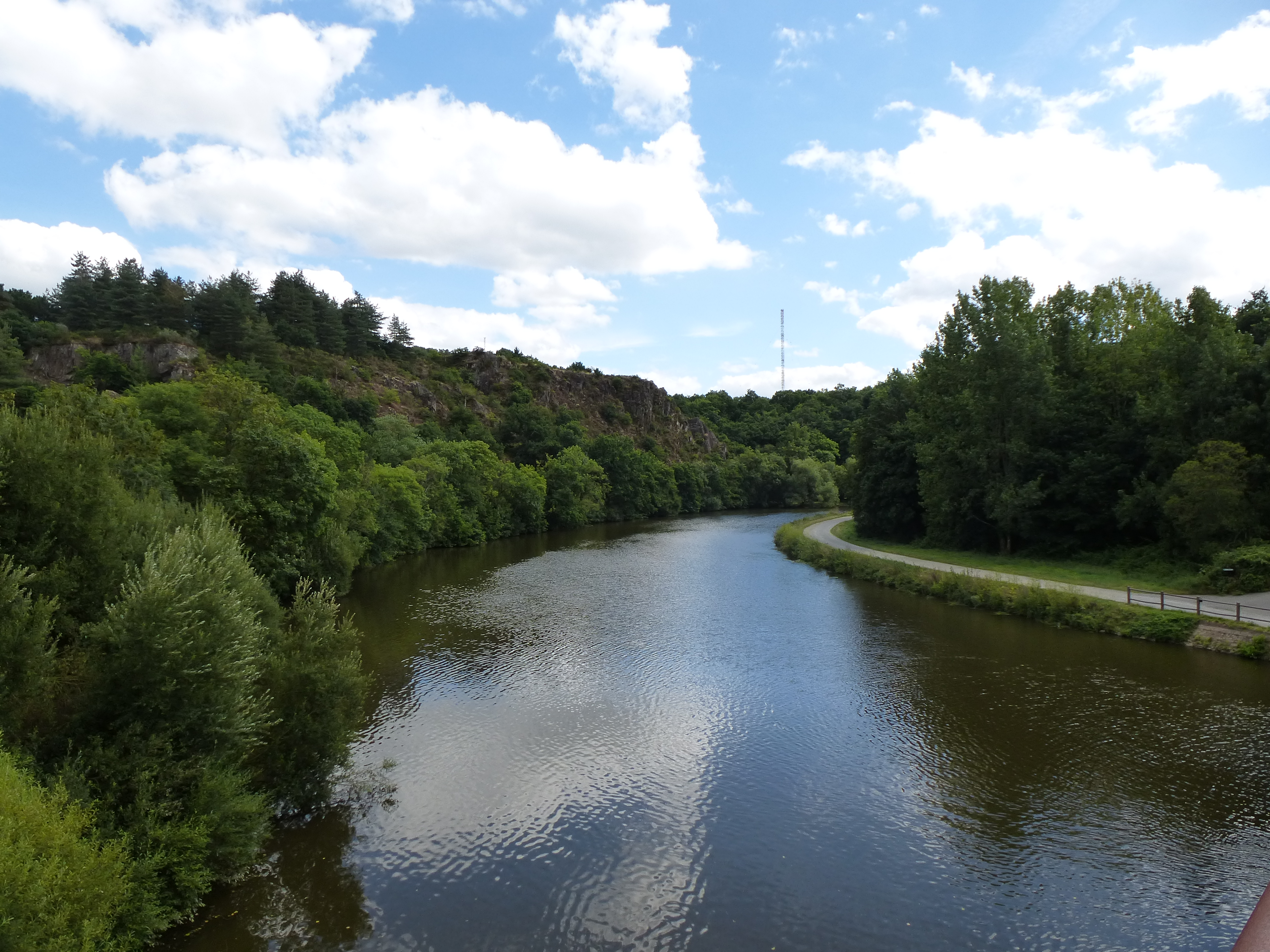
La Vilaine au Boël.
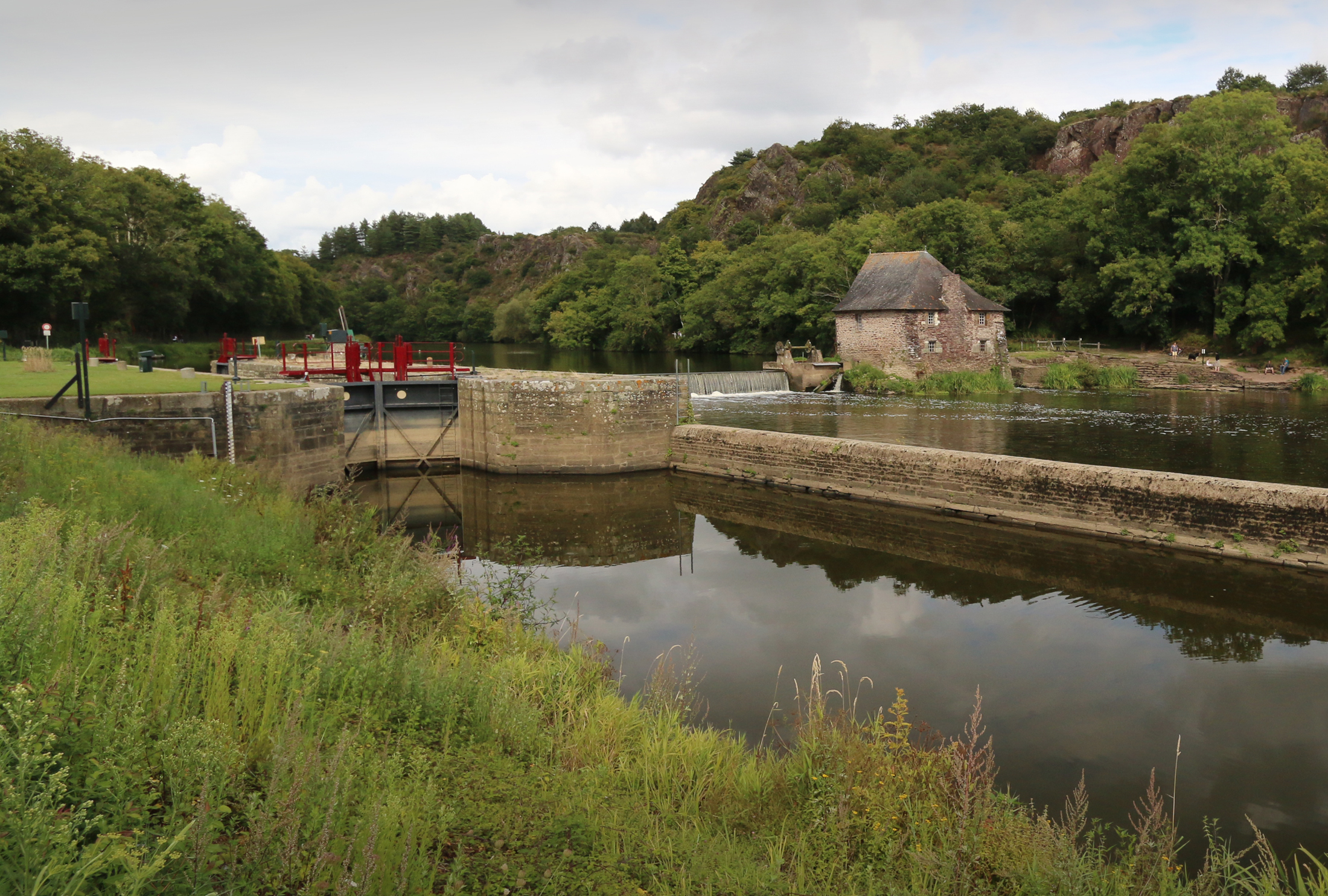
L'écluse et le moulin du Boël.
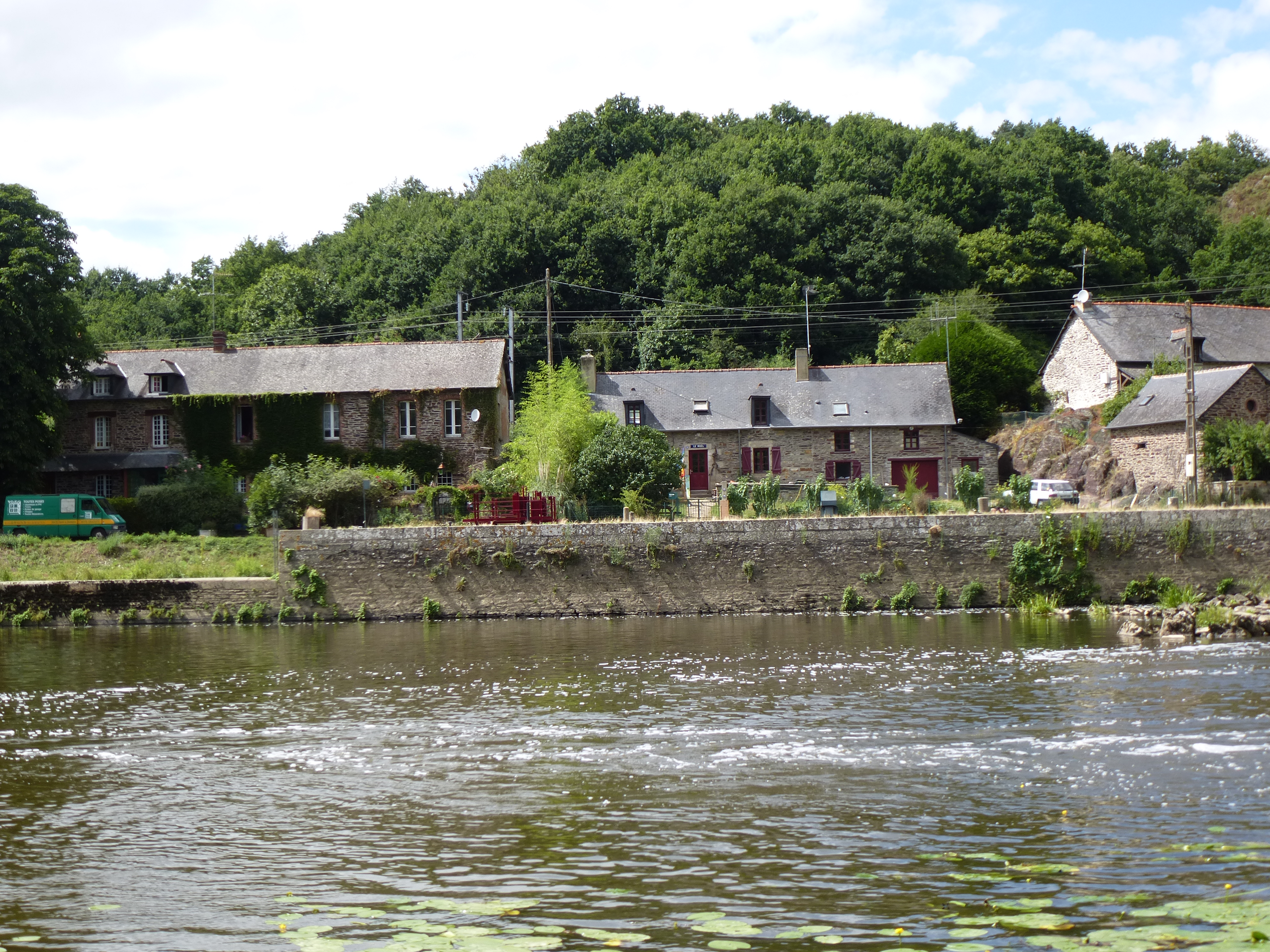
Le village du Boël et la Vilaine.
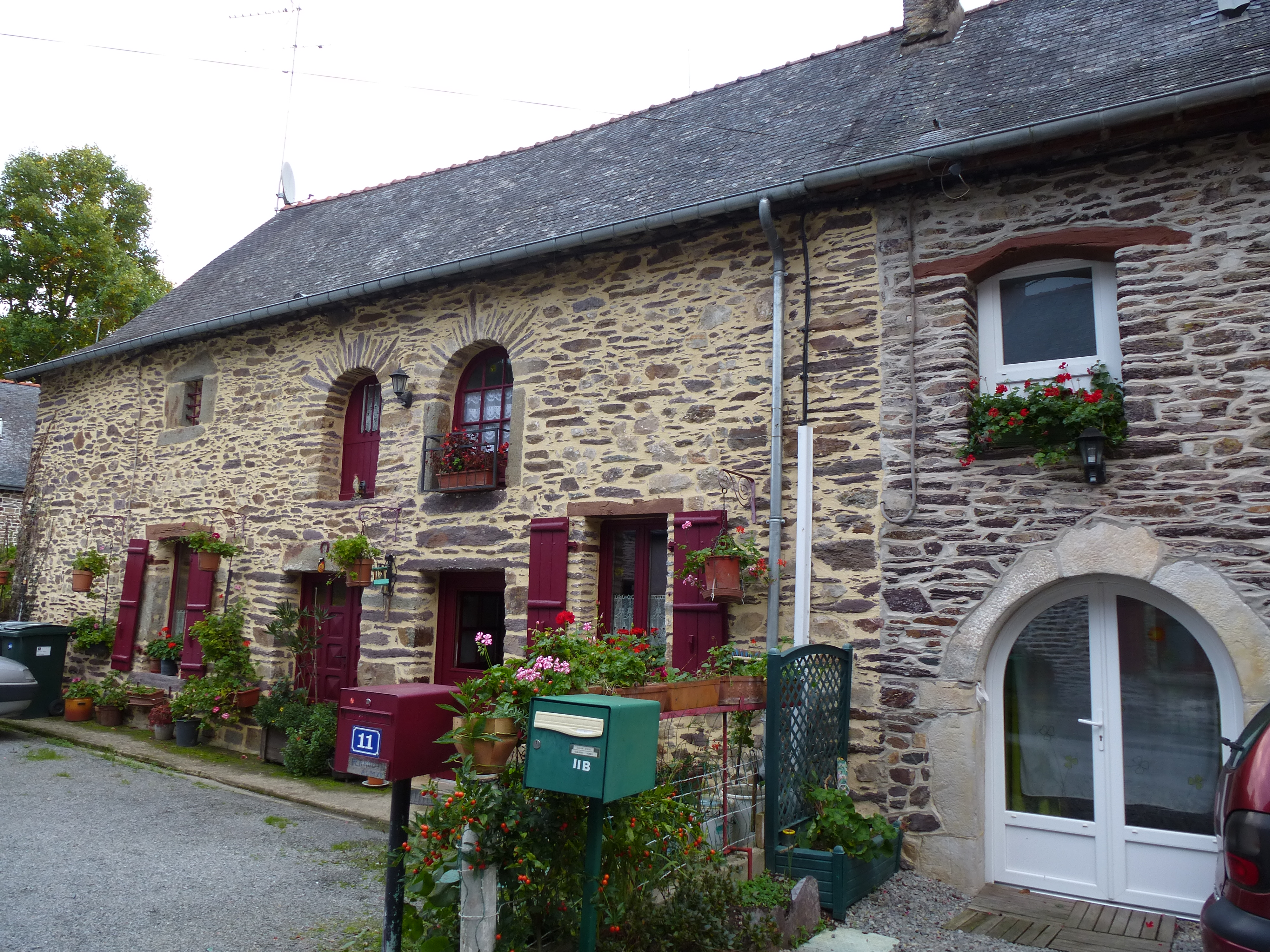
Le Boël : une maison.

- Le village de la Grande Sadouve, autrefois appelé « le Village Rouge », dû aux vestiges d'un village gallo-romain, bâti sur les abords de la voie romaine Duretie II.
- Le village de Yot, et son moulin, nommé Diot sur le cadastre napoléonien de 1832, bâti sur le Canut, qui coupe l'unique route d'accès durant les inondations hivernales. On y voit des « dents de chaussée » nom local de pierres de gués, utiliser pour marcher sans se mouiller les pieds.
- Le hameau de Glanret, site d'un ancien manoir désormais détruit, village bâti sur les berges de la Vilaine.
- De nombreuses fermes de la commune présentent un intérêt patrimonial[65].
- Le site du Gai-Lieu et de la Courbe, paysage pittoresque sur les rives de la Vilaine, très encaissé.

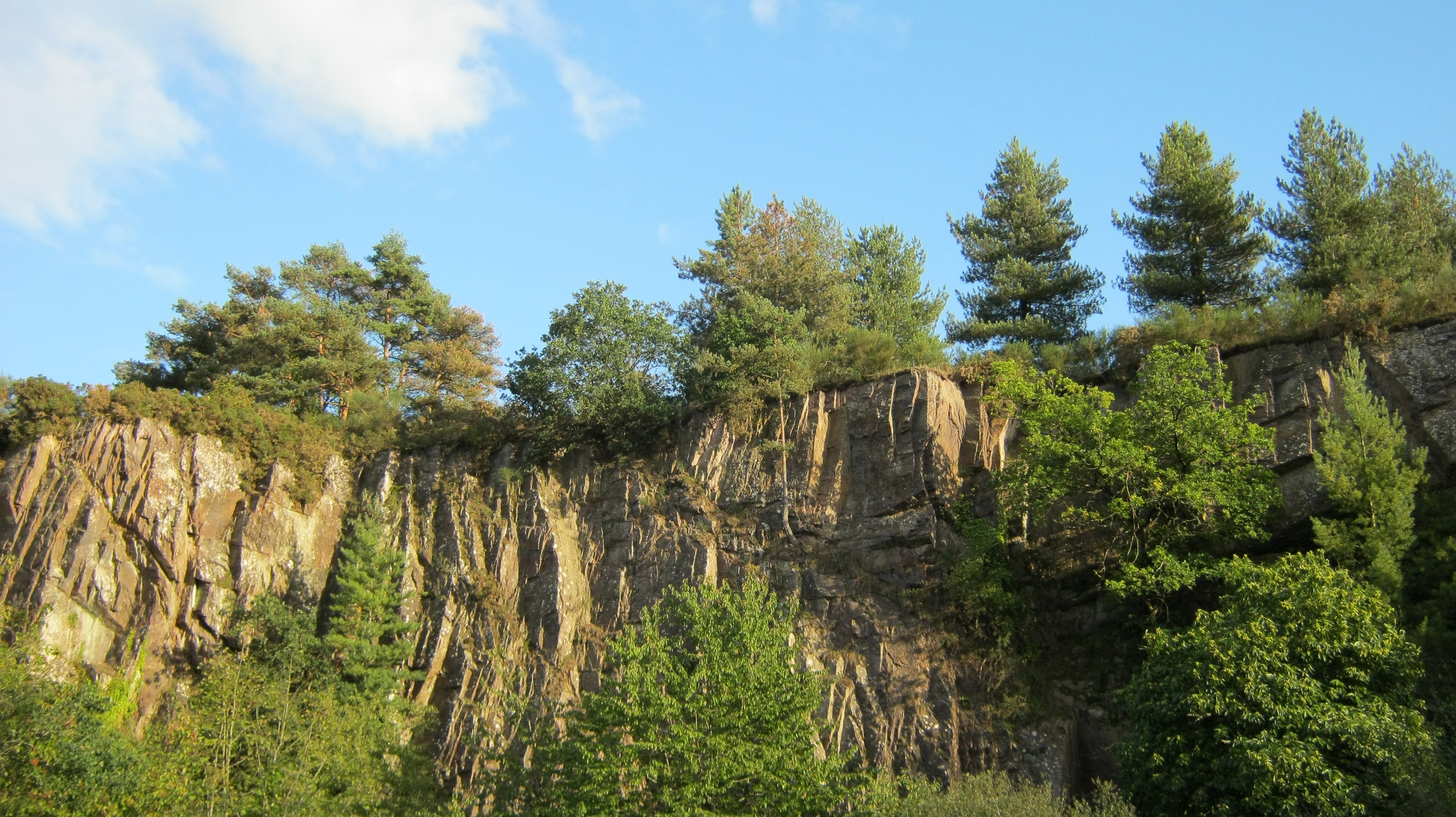
Les carrières du Boël.

- Les vestiges de nombreuses carrières sur les deux rives dont la carrière des Landes à Pont-Réan, site naturel classé de 0,78 hectare, en 1966[66], et géosite d'intérêt national pour son front de taille qui montre la discordance angulaire[67] du Paléozoïque armoricain sur le Briovérien[68]. La discordance se manifeste principalement par une différence de pendage entre le Briovérien subvertical et la Formation de Pont-Réan à pendage plus faible[69]. La présence d'un banc de mylonite schisteuse (roche écrasée à fragments de schiste) au contact du Briovérien laisserait supposer des déplacements relatifs des masses en présence, interprétés comme des chevauchements[70]. D'autres carrières existaient : Malroche, Benioque[71].

## Équipements et services
La commune de Guichen fait partie de la communauté de communes Vallons de Haute Bretagne Communauté et du Pays des Vallons de Vilaine, dont les bureaux sont situés à Guichen. La commune de Guichen compte un collège (Noël du Fail) et cinq écoles : le groupe scolaire public Jean Charcot, l'école publique (maternelle et primaire) des Callunes, l'école publique Marcel Greff, l'école privée Sainte-Marie et l'école privée Saint-Martin. Plus de cent associations sont implantées sur la commune. Guichen abrite une école de musique intercommunale (Musicole), le Centre départemental d'action sociale, un établissement d'hébergement pour les personnes âgées dépendantes (Ehpad le Tréhélu), un Point accueil emploi, un Point information jeunesse, une crèche parentale et une halte garderie associative, une médiathèque municipale et son espace numérique, une radio associative (Radio Laser) et une gendarmerie.

### Liste des maires

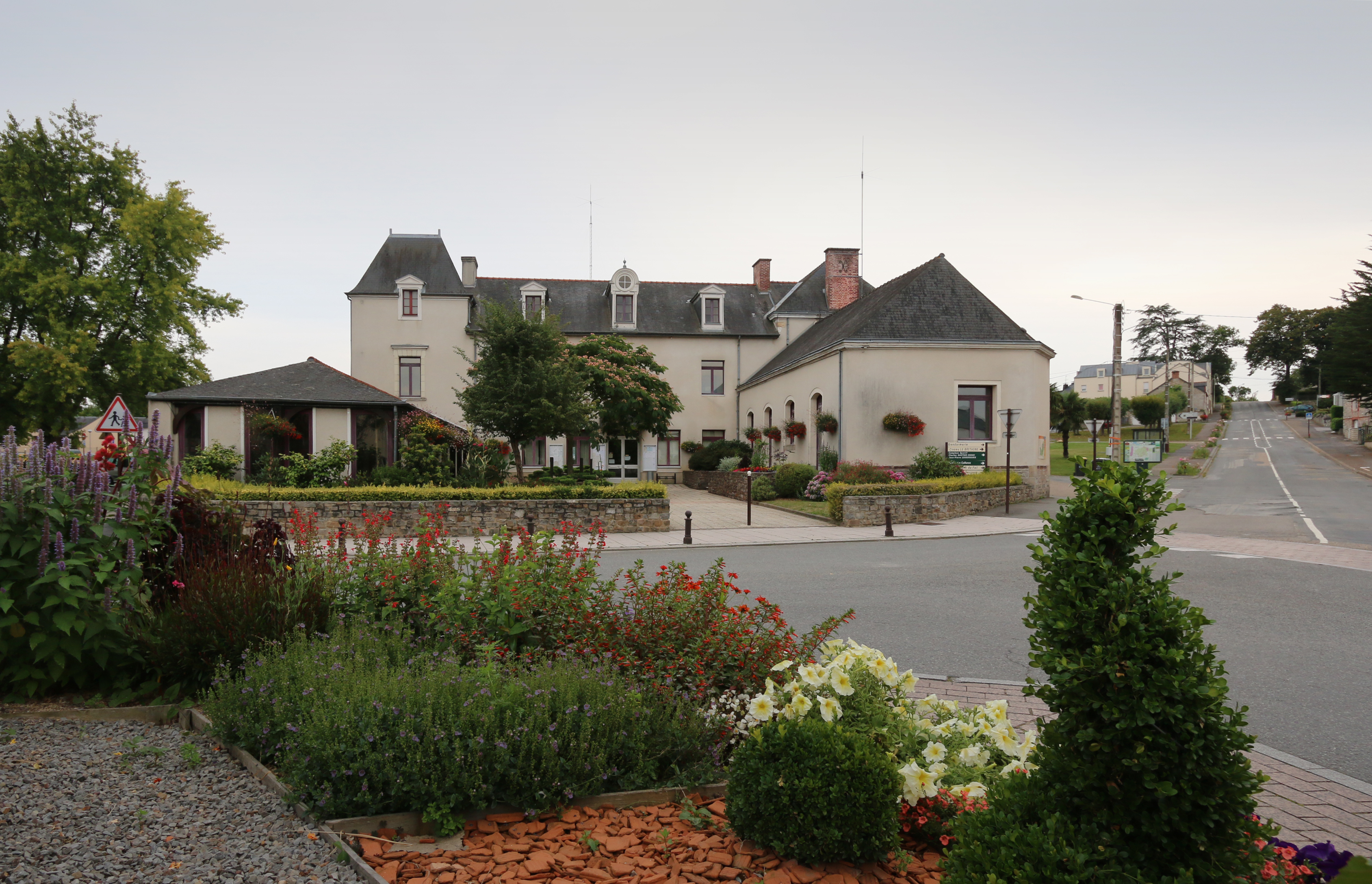
Mairie de Guichen.

## Politique et administration

### Politique de développement durable
La commune a engagé une politique de développement durable en lançant une démarche d'Agenda 21 en 2010.

## Démographie
L'évolution du nombre d'habitants est connue à travers les recensements de la population effectués dans la commune depuis 1793. Pour les communes de moins de 10 000 habitants, une enquête de recensement portant sur toute la population est réalisée tous les cinq ans, les populations de référence des années intermédiaires étant quant à elles estimées par interpolation ou extrapolation. Pour la commune, le premier recensement exhaustif entrant dans le cadre du nouveau dispositif a été réalisé en 2007.

En 2022, la commune comptait 9 203 habitants, en évolution de +9,56 % par rapport à 2016 (Ille-et-Vilaine : +5,46 %, France hors Mayotte : +2,11 %).
| 1793  | 1800  | 1806  | 1821  | 1831  | 1836  | 1841  | 1846  | 1851  |
| ----- | ----- | ----- | ----- | ----- | ----- | ----- | ----- | ----- |
| 3 283 | 2 660 | 3 280 | 3 468 | 3 495 | 3 550 | 3 534 | 3 609 | 3 696 |

| 1856  | 1861  | 1866  | 1872  | 1876  | 1881  | 1886  | 1891  | 1896  |
| ----- | ----- | ----- | ----- | ----- | ----- | ----- | ----- | ----- |
| 3 718 | 3 630 | 3 873 | 3 838 | 3 805 | 3 851 | 3 900 | 3 839 | 3 763 |

| 1901  | 1906  | 1911  | 1921  | 1926  | 1931  | 1936  | 1946  | 1954  |
| ----- | ----- | ----- | ----- | ----- | ----- | ----- | ----- | ----- |
| 3 572 | 3 425 | 3 263 | 2 785 | 2 767 | 2 719 | 2 751 | 4 048 | 3 937 |

| 1962  | 1968  | 1975  | 1982  | 1990  | 1999  | 2006  | 2007  | 2012  |
| ----- | ----- | ----- | ----- | ----- | ----- | ----- | ----- | ----- |
| 2 868 | 3 311 | 4 431 | 5 311 | 5 891 | 6 526 | 7 100 | 7 181 | 7 797 |

| 2017  | 2022  | - | - | - | - | - | - | - |
| ----- | ----- | - | - | - | - | - | - | - |
| 8 568 | 9 203 | - | - | - | - | - | - | - |

## Salons, évènements et activités
- Salon des arts de Guichen (avril - mai)
- Cinéma associatif Le Bretagne
- Salon Ille et Bio depuis 1991 le plus ancien et le plus important salon bio (nourriture, habitat sain, éducation, santé…) du Grand Ouest.

## Personnalités liées à la commune
- Luc Urbain du Bouëxic, comte de Guichen (1712-1790).
- Lucie Randoin, biologiste. Une rue à Guichen porte son nom.
- Jean-Baptiste Victor Even (1853-1936), vétérinaire, connu principalement pour ses activités en Argentine. En 1932 il légua son château de la Massaye (qu'il avait acheté en 1927) à l'Association Centrale de Vétérinaires[80].

### Jumelages
Guichen est membre du comité de jumelage du canton de Guichen et est jumelée avec quatre villes d'autres pays :
- Villafranca de los Barros (Espagne) depuis 1990
- Skerries (Irlande) depuis 1990
- Milevsko (Tchéquie) depuis 1990
- Śrem (Pologne) depuis 1990